# Golpe de Estado en Argentina de septiembre de 1955
El golpe de Estado en Argentina de septiembre de 1955 fue un alzamiento cívico-militar contra el general Juan Domingo Perón sucedido el 16 de septiembre de 1955, y liderado por el general Eduardo Lonardi y el almirante Isaac Rojas, en la autodenominada «Revolución Libertadora». Los combates y bombardeos saldaron con la pérdida de 156 vidas. Al ser derrocado, el general Perón halló asilo en el Paraguay, comenzando su largo exilio (que duró hasta fines de 1972).
El golpe disolvió el Congreso, derrocó a los gobernadores de todas las provincias, y separó de sus cargos a los miembros de la Corte Suprema. El general Lonardi asumió como presidente provisional de la Argentina el 23 de septiembre de 1955. Después fue derrocado y sustituido por el general Pedro Eugenio Aramburu, quien asumió el 13 de noviembre del mismo año.

## Antecedentes

### El golpe fallido de 1951
El primer antecedente fue el golpe fallido el 28 de septiembre de 1951, llevado a cabo por el general Benjamín Menéndez, el capitán de navío Vicente Baroja, el brigadier mayor Guillermo Zinny y el brigadier Samuel Guaycochea, y los jóvenes oficiales de caballería, incluyendo a Alejandro Agustín Lanusse, Julio Rodolfo Alsogaray, Tomás Sánchez de Bustamante. El golpe, ejecutado poco antes de las elecciones presidenciales de 1951, incluía varias unidades de la 1.ª División Blindada (Div Bl 1) con asiento en Campo de Mayo. El jefe del RC Tan 8, teniente coronel Julio Cáceres, que recibió el apoyo de los suboficiales, produciéndose un tiroteo en el cual cayó muerto el cabo Miguel Farina por las fuerzas golpistas. De los 30 tanques, sólo pudieron movilizar a siete — probablemente por sabotaje de los suboficiales — que antes de llegar a la salida otros cinco tuvieron desperfectos y quedaron abandonados. Perón recibió la información por sus servicios de inteligencia que el complot estaba encabezado por el general retirado del servicio activo desde 1942, Benjamín Menéndez, Julio Rodolfo Alsogaray, Tomás Sánchez de Bustamante y Alejandro Agustín Lanusse. En un segundo plano estaban los oficiales Larcher, Guglialmelli, Álzaga y el capitán de navío Vicente Baroja. Benjamín Menéndez convocó a una reunión secreta para transmitirles referentes de la oposición los pasos a seguir: asistieron Arturo Frondizi de la UCR, Américo Ghioldi, Horacio Thedy en representación de los Demócratas Progresistas y Reynaldo Pastor. Sin embargo la intentona golpista fracasó rápidamente.
El golpe los efectivos sublevados contra el orden constitucional encontraron la resistencia —tanto activa como encubierta— de los suboficiales a cargo de los tanques de la fuerza inicial y les faltó el apoyo de unidades con las que pensaban contar que decidieron apoyar al gobierno, por lo que al cabo de medio díase rindieron a las fuerzas constitucionales encabezadas por el comandante en jefe del Ejército, teniente general Ángel Ovidio Solari. Menéndez fue condenado a 15 años de prisión por rebelión militar, aunque después fue indultado y promovido a general de división. Los otros participantes del movimiento también quedaron encarcelados.El 28 de septiembre de 1951, el general Benjamín Menéndez, el brigadier Samuel Guaycoechea y el vicealmirante Vicente Baroja, con políticos opositores, proyectaban tomar el poder. Para eso coparon el regimiento de tanques con asiento en Campo de Mayo, pese a la oposición de la mayoría de sus oficiales y capitanes de la Escuela de Guerra y Técnica, al mando de los sublevados estaba el capitán Alejandro Agustín Lanusse. Los suboficiales enfrentaron a la oficialidad impidiéndoles concretar el intento golpista: Marcelino Sánchez encabezó la rebelión contra Menéndez y Lanusse. En el intento de golpe de Estado falleció el cabo Fariña, única baja sufrida, víctima de las balas golpistas.

### Otros antecedentes
En 1953 el capitán de fragata Jorge Alfredo Bassi se embarcó en el rutinario viaje de instrucción de la Flota de Mar, durante el cual tuvo la idea de atacar la Casa Rosada de la misma manera que los japoneses habían atacado Pearl Harbor. Mediante amigos comunes solicitó nuevamente al general Eduardo Lonardi su ayuda pero este hizo caso omiso.
El 15 de abril de 1953 se produce un ataque terrorista que consistió en la detonación de dos bombas mientras se realizaba un acto sindical organizado por la Confederación General del Trabajo (CGT) en la Plaza de Mayo (frente a la Casa Rosada). Como resultado murieron seis personas y más de 90 quedaron heridas y 19 mutilados. siendo considerado un primer ensayo del posterior bombardeo a Plaza de mayo de 1955 y del golpe de septiembre. Luego del Atentado de 1953 se reactivó la conspiración e incluso se elaboraron dentro de la Marina varios planes que bajo la apariencia de ejercicios de guerra tenían como finalidad prepararse para un futuro golpe. Tras el golpe de Estado de 1955 que derrocó a Juan Domingo Perón fueron amnistiados por la dictadura llamada «Revolución Libertadora».El golpe de Estado de 1955 produjo más de ciento cincuenta víctimas mortales en todo el país.objetivo de bombardear Buenos Aires y forzar la renuncia del presidente de la República con un saldo de trescientos muertos civiles y más de mil heridos. Durante cinco horas cayeron un centenar de bombas en la Plaza de Mayo. El intento de golpe de junio fue neutralizado por el gobierno democrático.

## Las fuerzas golpistas
Entre los militares no existía un criterio uniforme. En el Ejército sus principales jefes eran leales al gobierno y tendrían a provenir de sectores trabajadores cuya ideología los acercaba al peronismo. Dentro de la Marina la oficialidad estaba divida, los altos cargos eran opositores al gobierno, mientras que los rangos más bajos, los sectores nacionalistas más tradicionales y los oficiales jóvenes solían ser más cercanos al gobierno. En la Aeronáutica si bien apoyaba al gobierno mantuvo una conducta dubitativa.

### Los marinos

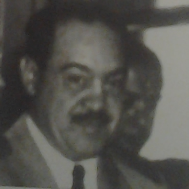
Capitán de navío Arturo Rial.

Desde el atentado de 1953 se reactivó la conspiración para derrocar al gobierno constitucional, dentro de la Armada Argentina sectores conservadores elaboraron varios planes que bajo la apariencia de ejercicios de guerra tenían como finalidad prepararse para una futuro golpe de Estado desde la Base Naval Puerto Belgrano con el apoyo de la Flota de Mar. Tres meses antes del golpe, los bombardeos aéreos del 16 de junio de 1955 por la Aviación Naval y una parcialidad de la Aeronáutica en la ciudad de Buenos Aires terminaron con el trágico resultado de trescientos muertos y más de mil heridos en las inmediaciones de la Plaza de Mayo. El golpe sin embargo fracasó cuando el Presidente Juan Domingo Perón logro refugiarse en el Ministerio de Ejército, dando de baja a 79 marinos y 26 aeronáuticos que habían participado del ataque y que se encontraban prófugos en Uruguay. Al anochecer del 16 de junio de 1955, tras el fracaso de los bombardeos aéreos sobre Buenos Aires Marcos Oliva Day, su hermano Arturo -asesor de Arturo Frondizi,- Arturo Rial, Garzoni, Rojas, Sadi Bonnet, Carlos Pujol, Juan Carlos Duperré, Jorge Gallastegui, Jorge Palma y Carlos Sánchez Sañudo y Dellepiane. fueron puestos en disponibilidad por su participación de los bombardeos y ametrallamientos del 16 de junio a Plaza de Mayo, esta situación los dotaba de tiempo libre para conspirar contra el orden constitucional. juntos planearon una nueva intentona golpista para septiembre desde calle Florida, donde funcionaba la Dirección de Personal Naval.  En tanto Jorge Perren, se reúne en secreto junto a Isaac Rojas y Aldo Molinari quienes se plegan a los planes del golpe.

El 2 de septiembre de 1955 Dalmiro Videla Balaguer intentó sublevar contra el gobierno constitucional la guarnición militar de Río Cuarto, en Córdoba, junto con otros cinco oficiales, el intento de golpe fracasó, se fugaron hacia Montevideo y no pudieron ser capturados. 
En Puerto Belgrano el vicealmirante Ignacio Chamorro tenía a su cargo toda el Área Naval, y tras él, el contraalmirante Héctor Fidanza era jefe de la base. Ambos estaban unidos ideológicamente al gobierno peronista, lo que dificultaba la toma de estas bases.

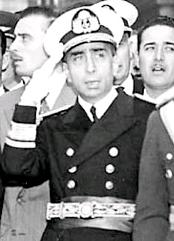
Almirante Isaac Rojas.

El 7 de septiembre Roberto Wulff de la Fuente,J. Palma y Sánchez Sañudo se reunieron con Isaac Rojas quien confirmó a Juan Carlos Bassi. Arturo Rial se reunió con Rojas quien acordó dentro de la armada encabezaría el golpe, y que se subordinaría en caso de plegarse un almirante de mayor antigüedad en la fuerza.
De este modo los preparativos serían coordinados por Rial y las acciones serían llevadas a cabo bajo la dirección de Rojas ninguno había participado del golpe del 16 de junio, y el mismo Rojas decidió cortar comunicaciones con los demás hasta el momento indicado, para evitar sospechas. A fines de junio, Perren, segundo comandante de la Base Naval Puerto Belgrano, tomó conocimiento y aportó información acerca de las actividades programadas para la flota de mar a lo largo de julio, agosto y septiembre para que pudieran elegir una fecha propicia.

### Civil

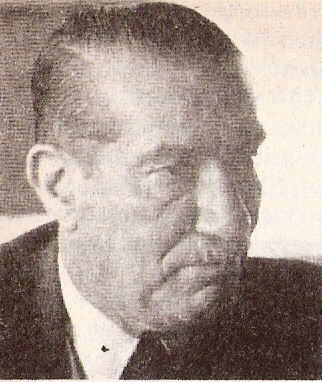
Mario Amadeo.

En la madrugada del 10 de junio, Toranzo Calderón y Juan Pablo del Pardo y Raúl Medina Muñoz.
partieron hacia el Litoral No se sabía qué reacción tendrían los elementos del ejército radicados en Buenos Aires, ni tampoco qué clase de apoyo u oposición les daría el superior directo de Toranzo, vicealmirante Benjamín Gargiulo, quien estaba al tanto de la existencia de una trama conspirativa pero no daba señas de interferir.
El 14 de julio, el dirigente conservador Mario Amadeo escribió al subsecretario de Ejército, general Embrioni, instando tanto a él como al Ejército para que dejaran de apoyar al presidente. La dispersión territorial y el desconocimiento mutuo hacía muy difícil su organización; pero un núcleo comenzó a formarse en el Departamento de Operaciones del Estado Mayor General del Ejército. Tras los bombardeos aéreos y la quema de iglesias, Perón allí habló y planteó “Yo dejo de ser el jefe de la Revolución para pasar a ser el Presidente de todos los argentinos, amigos o adversarios. La revolución peronista ha finalizado (…) en este momento es necesaria la pacificación” (15 de julio de 1955).
En agosto de 1954 el empresario Raúl Lamuraglia había financiado la campaña de la Unión Democrática, que enfrentó en las elecciones de 1946 a la fórmula de Perón, a través de millonarios cheques del Bank of New York destinados a sostener el Comité Nacional de la Unión Cívica Radical y a sus candidatos José P. Tamborini y Enrique Mosca. En 1951, el empresario había aportado recursos para apoyar la asonada fallida del general Menéndez, lo que lo llevó a prisión, tras salir en libertad marchó al Uruguay. Sin embargo con las políticas de promoción industrial del peronismo su fortuna se había expandido en una década de crecimiento económico. Esto le permitió comprar un avión de combate en Estados Unidos, un cazabombardero liviano que llevó a Montevideo para llevar adelante la misión de matar a Perón y bombardear la Plaza de Mayo. Tripulado por un aviador naval, Luis Baroja, el cazabombardero volaría hasta la Plaza de Mayo, en pleno acto del peronismo, para ametrallar el balcón donde hablaría Perón. Lamuraglia se reunía frecuentemente con referentes del Partido Colorado de Uruguay. Días antes de concretar el plan se encontró secretamente, en 1954, con el presidente Batlle Berres y el empresario argentino Alberto Gainza Paz en su residencia veraniega de Punta del Este, quienes le ofrecieron apoyos para el plan de magnicidio y en su defecto financiar el golpe de Estado. Instalado de nuevo en Buenos Aires, el empresario radical Lamuraglia ofreció su quinta en Bella Vista para organizar la conspiración y se comprometió a financiar un futuro golpe, en noviembre de 1954 se reunieron finalmente Bassi, Lamuraglia, Francisco Manrique, Néstor Noriega, el excapitán del Ejército Walter Viader, Carlos Bruzzone, el comandante de la Fuerza Aérea Agustín de la Vega, y políticos opositores entre ellos el político radical Miguel Ángel Zavala Ortiz, el dirigente conservador Américo Ghioldi, Jaime Mejía, el futuro ministro de Relaciones Exteriores Mario Amadeo, el futuro ministro del Interior de Lonardi Luis María de Pablo Pardo, el futuro embajador en Estados Unidos Adolfo Vicchi, y el futuro ministro consejero en EE. UU. Alberto Benegas Lynch. Si bien exploraron la posibilidad de convocar a los generales Gibert, Aramburu y Anaya, las reuniones no tuvieron ningún resultado concreto.
El segundo grupo lo formaban Juan Francisco Guevara, Eduardo Señorans, Juan Hure, Conesa, Mom, Martínez Frers Miró, Toccagni y Carranza Zavalía. El general Pedro Eugenio Aramburu, amigo de Señorans, dividió las tareas: él buscaría los contactos políticos y Señorans los contactos militares. Este último conocía al capitán Jorge Palma, y por este nexo Aramburu se reunió con el almirante Rojas, a quien también ya conocía por haber sido ambos agregados militares de la embajada argentina en Río de Janeiro.

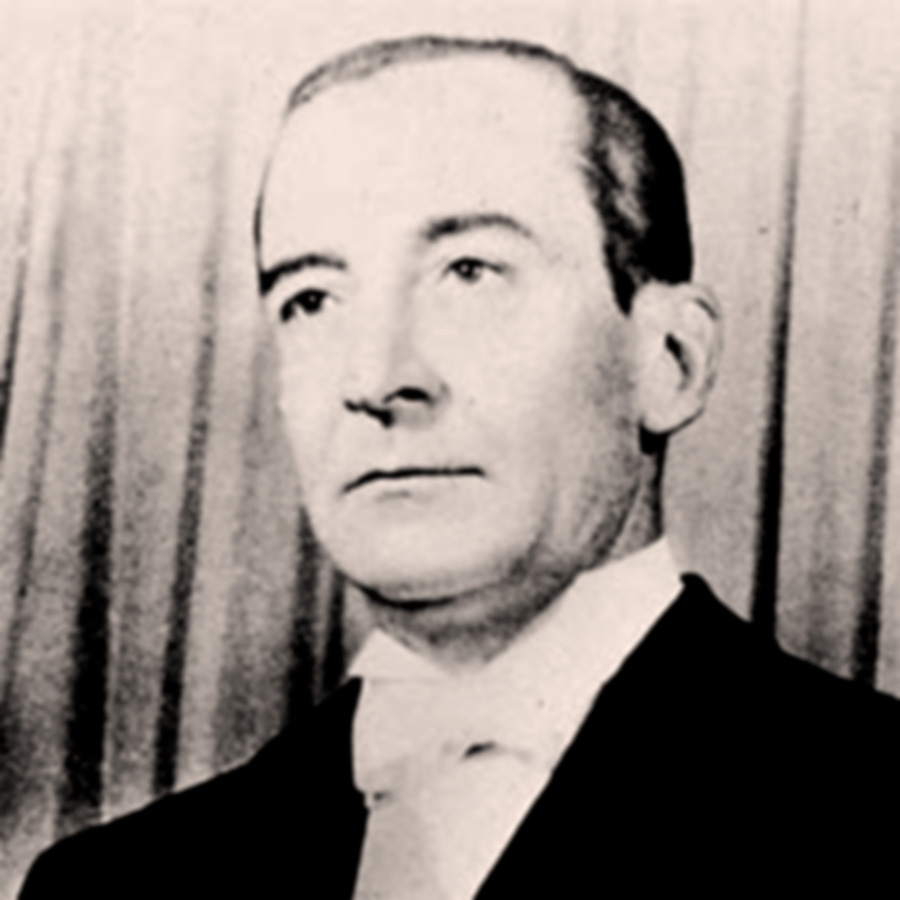
Pedro Eugenio Aramburu.

A partir de mayo de 1955 en la Escuela de Artillería de Córdoba, el capitán Raúl Eduardo Molina lideró una conspiración con Francisco Casares, capitanes Osvaldo Azpitarte, Alejandro Palacio, Juan José Buasso, tenientes primeros Augusto Alemanzor, Anselmo Matteoda y Alfredo Larrosa y Melitón Quijano Semino. a las 13.10 el comandante Olivieri dio otra orden, ligeramente más formal, con idéntico contenido: "Bombardeen Casa de Gobierno, la CGT y Radio del Estado".
Otros grupos golpistas se formaron en el Liceo Militar «General Paz» y en la Escuela de Tropas Aerotransportadas. Con Julio Fernández Torres. En el Liceo, el mayor Mario Efraín Arruabarrena se rodeó de sus colaboradores: capitanes Juan José Claisse, Juan Manuel de la Vega y el teniente primero Alfredo Viola Dellepiane. Dado que carecían de un oficial de alto rango que los liderara, Molina ofreció esta responsabilidad al retirado coronel Arturo Ossorio Arana, quien había sido hasta 1951 director de la Escuela de Artillería.

### La coyuntura política en julio

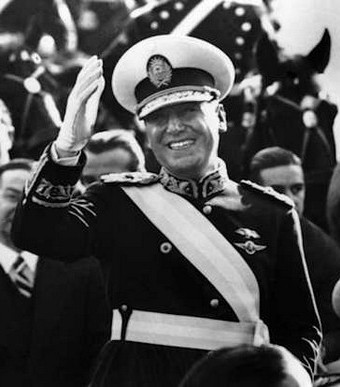
Presidente Juan Domingo Perón.

El 15 de julio Perón pronunció un discurso en tono reconciliatorio, como ya había hecho las semanas anteriores: «Limitamos las libertades en cuanto fue indispensable limitarlas para la realización de nuestros objetivos. No negamos nosotros que hayamos restringido algunas libertades: lo hemos hecho siempre de la mejor manera, en la medida indispensable. (...) Yo dejo de ser el jefe de una revolución para pasar a ser el Presidente de todos los argentinos, amigos o adversarios. La revolución peronista ha finalizado; comienza ahora una nueva etapa, que es de carácter constitucional». El 27 el presidente de la Unión Cívica Radical, Arturo Frondizi, brindo un discurso a todo el país en Radio Belgrano.
La segunda semana de septiembre Eduardo Lonardi había viajado en un micro nocturno hacia Córdoba para iniciar el complot, le tomó ocho horas tomar la Escuela de Artillería, mientras el resto de las tropas combatían con mayor o menor fortuna en otras guarniciones del país. Durante el fin de semana, Lonardi tenía dificultades para desplazar las tropas hacia otras provincias, donde le reclamaban refuerzos, y estaba cada vez más cercado por el Ejército leal ala República.El 18 de septiembre de 1955 el crucero “9 de Julio” llegó a las costas de la ciudad balnearia de Mar del Plata y un día después, en el marco del golpe de Estado bombardeó los tanques de combustible del puerto y otros objetivos civiles y militares de la ciudad. Esa madrugada partió desde la Base de Puerto Belgrano, cercana a la ciudad de Bahía Blanca como parte de la Flota de Mar de la Marina que se apostó sobres las costas de La Plata y Buenos Aires amenazando con bombardear la ciudad, así sublevó contra el orden democrático dos días antes.

### La Armada

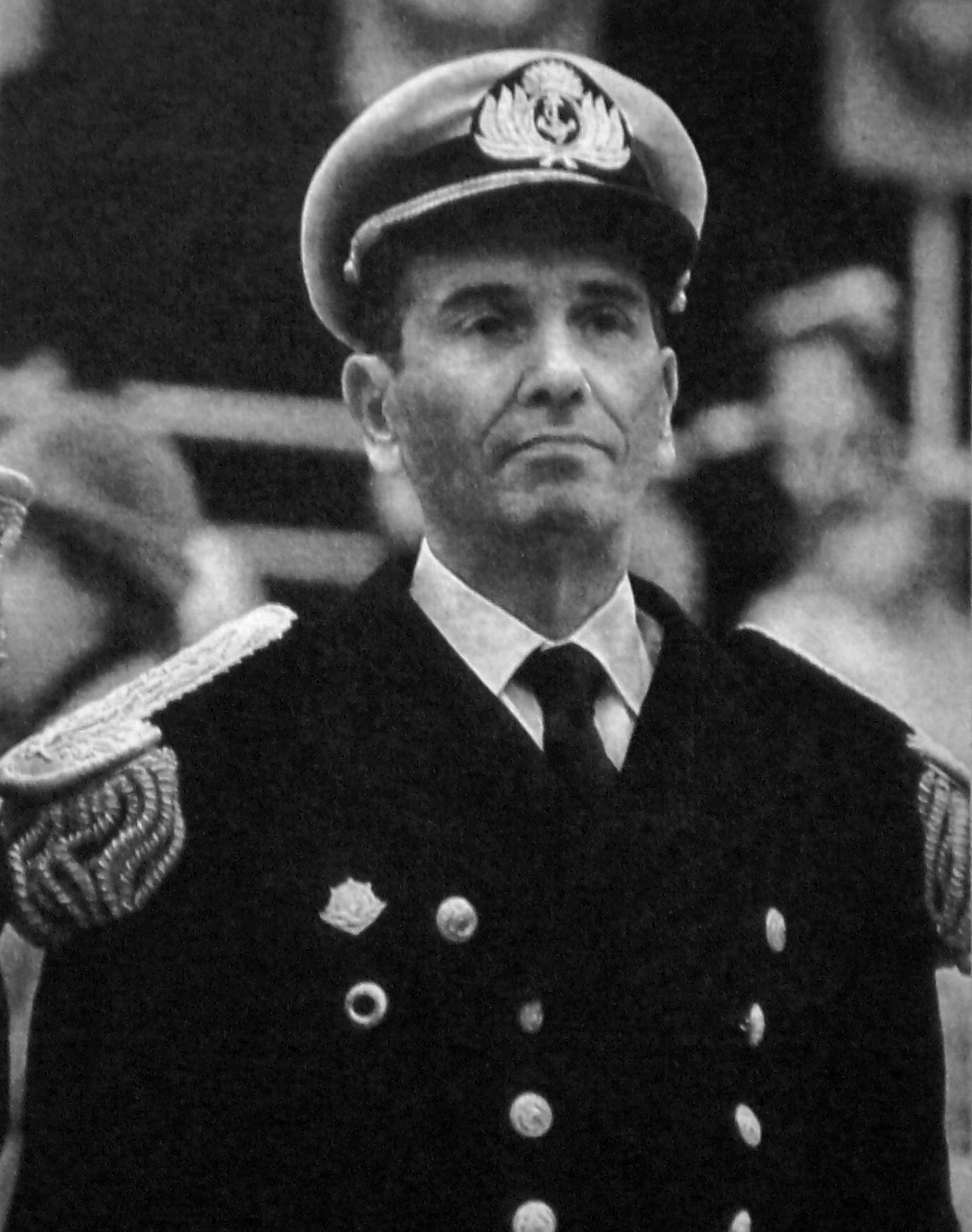
Jorge Isaac Anaya.

El almirante Rojas permaneció al margen, pero sus ayudantes Oscar Ataide y Jorge Isaac Anaya le recababan información. A lo largo de julio, en Bahía Blanca Perren aceleró el adiestramiento de las tropas para que se familiarizaran con un nuevo modelo de fusil que reemplazaba al antiguo Mauser.
Para evitar darle poder de fuego a otro alzamiento, el almirante Guillermo Brown ordenó que los aviones utilizados el 16 de junio fueran trasladados sin ametralladoras ni espoletas a la Base Aeronaval Comandante Espora, anexa a Puerto Belgrano en Bahía Blanca. Allí, un grupo de oficiales ingenieros fabricó secretamente espoletas para detonar bombas de 50, 100 y 200 kilos.

### Lealtad dividida
En el ejército las fuerzas estaban más dispersas geográficamente y las posiciones ideológicas no eran homogéneas. Un ejemplo es el del Segundo Ejército que estaba en la ciudad de San Luis
La sede de comando del Ejército en Cuyo estaba en la ciudad de San Luis, y su estructura se dividía en dos agrupaciones. Tenía en total unos 10 000 efectivos dispersos en toda la región de Cuyo. La primera de las dos agrupaciones estaba comandada desde Mendoza por el general Héctor Raviolo Audiso, junto al 3 en Calingasta (San Juan) con el coronel Ricardo Botto, leal; el 4 en San Rafael dirigido por el coronel Di Sisto.
eran leales al gobierno constitucional, y abarcaban las provincias cuyanas.
En Mendoza Alberto Cabello apoyaba el golpe ; en cambio el 2.º en Campo de los Andes con el teniente coronel Cecilio Labayru no.
En Calingasta Botto era leal; en cambio el jefe de operaciones de su destacamento era el teniente coronel Mario Fonseca apoyaba el plan golpista. La segunda agrupación, que abarcaba a Río Negro y Neuquén, estaba comandada por el teniente coronel Duretta.
El general Julio Alberto Lagos, reunió un grupo de golpistas entre ellos Gustavo Eppens, León Santamaría, Roberto Vigil, Celestino Argumedo, Eugenio, Octavio Cornejo Saravia, Franciso Zerda, Emilio de Vedia y Mitre, Juan José Uranga, Juan José ÁvilaAramburu y Ossorio Arana.{harvnp|Ruiz Moreno|2013|p=342}}
En Buenos Aires nada se conocía sobre la situación del ejército en Cuyo. Desde el mismo día que se producían las primeras noticias de un golpe de Estado en Córdoba, reservistas de los liceos militares del Ejército Argentino —el Liceo Militar General San Martín y el Liceo Militar General Paz cercanos a la Capital del país pidieron unirse a la lucha para defender el gobierno constitucional, sin embargo alentado por el Presidente el subdirector de la Escuela Naval Militar dio la orden de no intervenir para proteger a los cadetes muchos de ellos provenían de sectores trabajadores y simpatizaban con el peronismo.El Regimiento de Patricios, perteneciente al Ejército Argentino ubicada en Palermo se mantuvo leal a las autoridades constitucionales.

### Actitud de otros generales

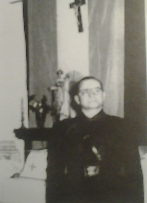
General Dalmiro Videla Balaguer.

El 20 de julio el teniente coronel Carlos Crabba, suma Eduardo Señorans y Dalmiro Videla Balaguer, querían reunirse para evaluar un intento de golpe de Estado para septiembre de ese año pero por un malentendido creyeron que Señorans era el líder en Buenos Aires, y el general Videla se negó a subordinarse a un coronel.
La VII Brigada era un objetivo militar de la conspiración, sin embargo los efectivos sediciosos encontraron la resistencia —tanto activa como encubierta— de los suboficiales a cargo de las aeronaves y les faltó el apoyo de unidades con las que pensaban contar, por lo que al cabo de medio día se dieron cuenta de que muchos aviadores eran leales al gobierno constitucional.

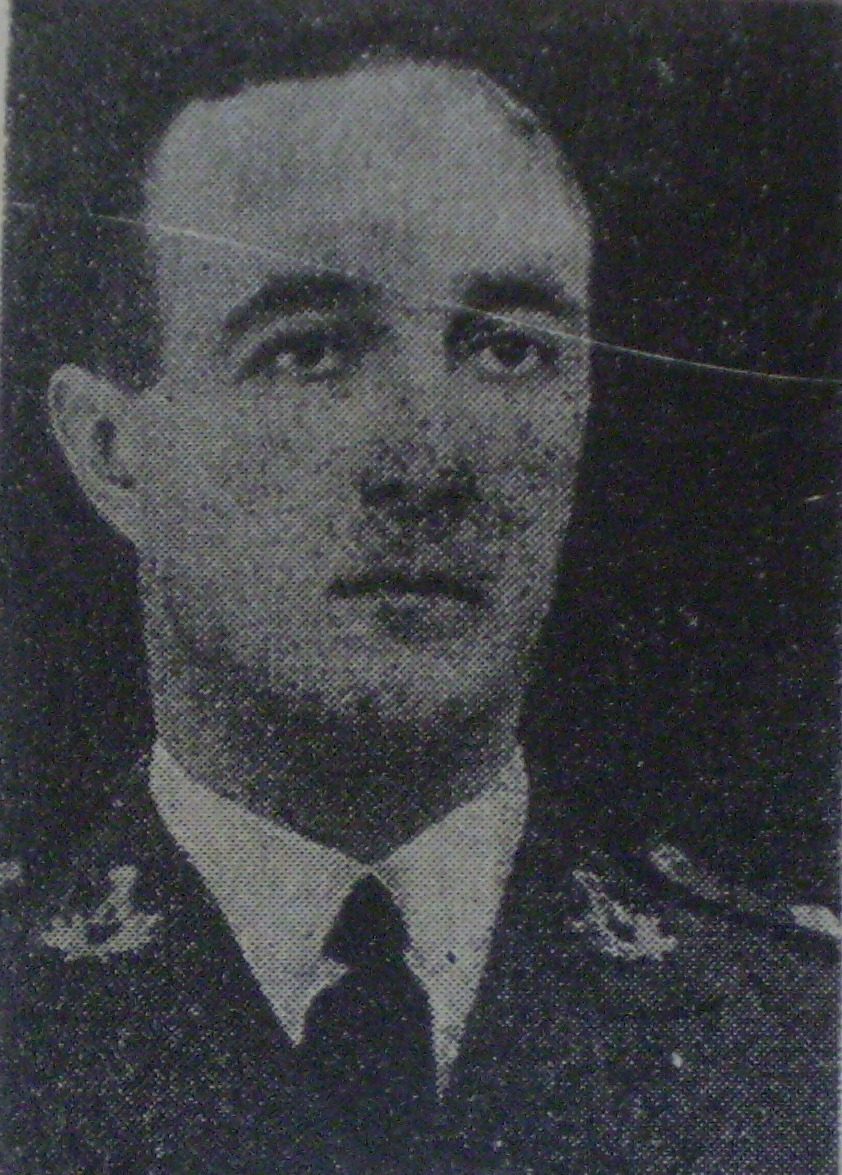
General Julio Lagos.

Julio Lagos era el único general activo formalmente afiliado al partido peronista. Su pertenencia se debía a sus tendencias nacionalistas: Perón había sido compañero suyo en el GOU y juntos habían participado en la Revolución del 43: se trataba de una persona fiel a Perón desde sus inicios y que desde 1954 estaba en íntimo desacuerdo con el gobierno.
Los doctores Alberto V. Tedín, que al igual que otros nacionalistas se había alejado de Perón después de haberlo apoyado, Bonifacio del Carril y Francisco Ramos Mejía intentaron inútilmente modificar su actitud.
El 27 de julio, en casa de Del Carril, Lagos se encontró con Justo León Bengoa, Francisco Ramos Mejía y Jorge Gradin para sumarse al golpe.

Estas reuniones no eran las únicas, según Del Carril, "todos los hilos se unificaban y, en realidad, se trataba de una sola conspiración, con vastas y variadas fuentes, todas convergentes."

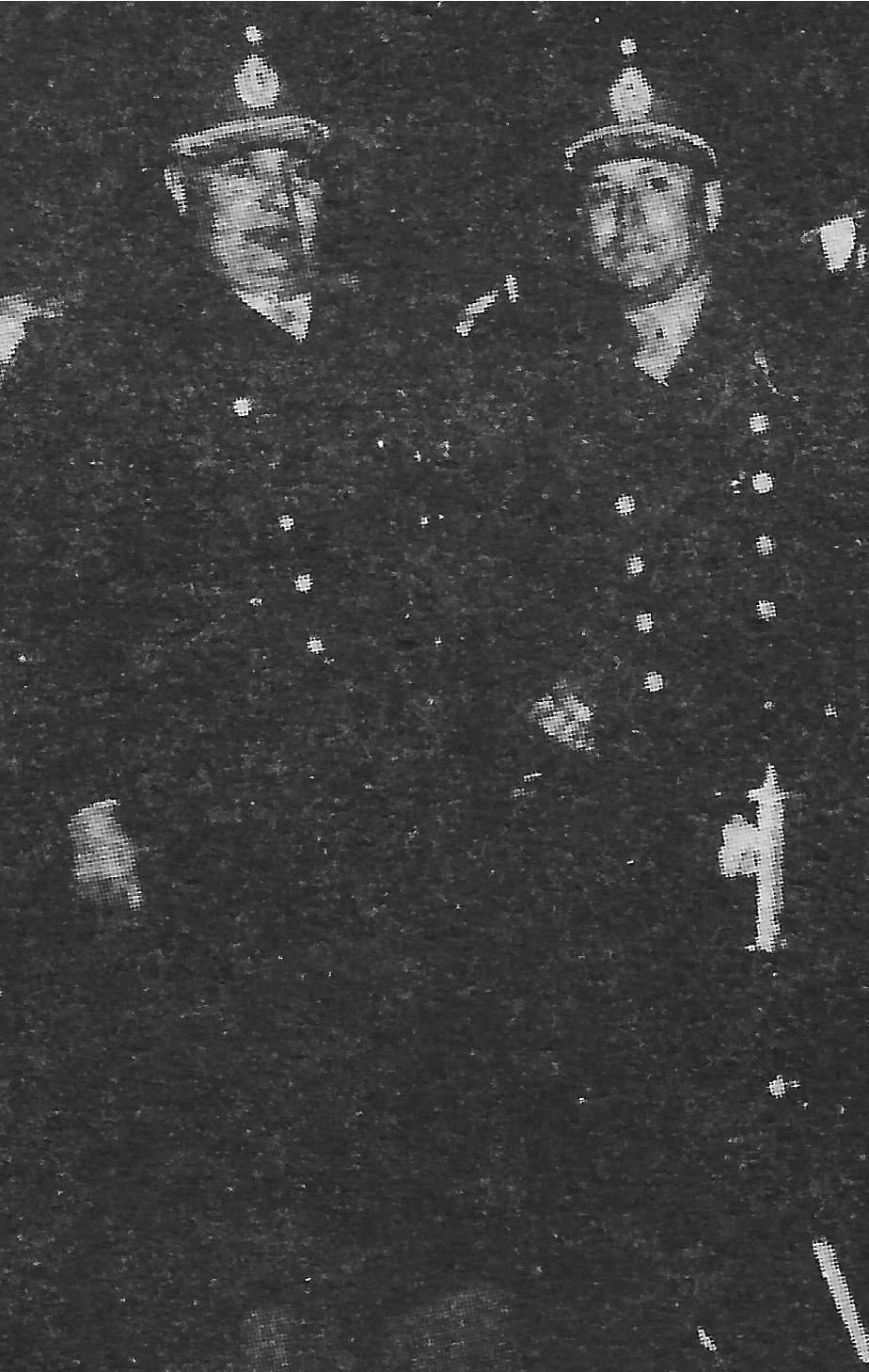
General Franklin Lucero, ministro de guerra, a la derecha.

Sin embargo al poco tiempo, por una discusión con el ministro Lucero, Lagos pasó a retiro y su lugar al mando del Segundo Ejército fue ocupado por José María Sosa Molina.
A mediados de agosto fue detenido Bengoa en Buenos Aires, sospechado de planear un golpe de Estado. En la provincia de Corrientes, el coronel Eduardo Arias Duval, buscó liberar a Bengoa y ponerlo al mando de sus tropas.

### Corrientes
La poderosa agrupación de tropas blindadas de Curuzú Cuatiá tenía su Estado Mayor en construcción, por lo tanto, su cúpula directiva estaba trabajando desde Buenos Aires. En el lugar, la mayor autoridad era el leal teniente coronel Ernesto Sánchez Reynafé que apoyaba al gobierno constitucional.
Carlos Toranzo Montero tenía el objetivo tomar la base junto a al general de la 4.ª División de Caballería Astolfo Giorello ambos antiperonistas quienes sumaron a Montiel Forzano, Eduardo Montés, Claudio Mas, Francisco Balestra, Oscar Ismael Tesón, Jorge Cisternas, Hipólito Villamayor, Julián Chiappe y Ricardo García del Hoyo.
Tras su intento de tomar Base de apoyo logístico Curuzú Cuatiá que comenzó durante la madrugada con el objetivo de tomar las armas mientras los integrantes de la base dormían. Sin embargo al mediodía el grupo golpista no había logrado sumar más voluntades, debido a la oposición de la joven oficialidad que se negaba a sumarse al golpe. Tras quedar aislado Forzano telefonea a Buenos Aires, para ofrecerle al gobierno la rendición y entregar a sus subordinados a los que había incitado a rebelarse. Para las once de la mañana deponen las armas y las fuerzas constitucionales recuperan la totalidad de la base.

### Buenos Aires y Córdoba
En el Colegio Militar de la Nación surgió otro grupo golpista formado por el mayor Dámaso Pérez Cartaibo, Guillermo Genta, Alfredo Formigioni, Jorge Rafael Videla, Hugo Elizalde, Dámaso Pérez, Juan José Uranga, sumándose Guevara, Señorans y Aramburu.

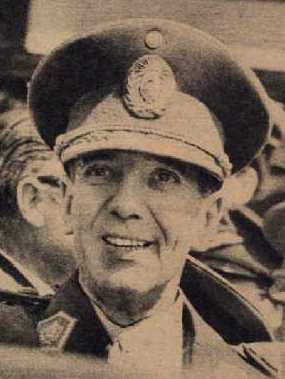
General Eduardo Lonardi.

El general retirado Eduardo Lonardi vivía alejado de sus excolegas, pero las visitas de los coroneles Cornejo Saravia y Ossorio Arana lo pusieron en conocimiento del complot que lideraba Aramburu. A principios de agosto de 1955, Lonardi fue a hablar con Aramburu para ofrecerle apoyo y asistencia. Aramburu contestó:

Me extraña su ofrecimiento, pues no existe ningún movimiento que yo encabece, ni pienso conspirar (...) Yo no conspiro, ni conspiraré.
Pedro Eugenio Aramburu, agosto de 1955.

El 10 de agosto se dictó el fallo contra el almirante Toranzo Calderón y quienes lo acompañaron en el bombardeo de Plaza de Mayo. Por intervención del presidente Juan Domingo Perón, Toranzo no fue condenado a muerte: fue degradado y condenado a reclusión indeterminada. Los demás jefes del alzamiento recibieron distintas penas según su grado de participación.
En Córdoba, desde mediados de julio y hasta agosto se sucedieron atentados con bombas o incendios: contra seis unidades básicas peronistas, la sede de la UES, de la Confederación General Universitaria, y un busto de Eva Perón en Unquillo. En esa provincia actuaron dos grupos de radicales: uno al mando de Yadarola y Rodolfo Amuchástegui, otro comandado por Eduardo Galmond y Santiago del Castillo. Paralelamente los grupos conservadores católicos constituían sus propios grupos de combate que más tarde cobrarían protagonismo en episodios de guerra urbana en la capital provincial. Sus cuadros principales fueron los políticos Luis Torres Fotheringham, Tristán Castellano, Guillermo Saravia, Damián Fernández Astrada, Lisardo Novillo Saravia (h.), y los ingenieros Fernández Padilla, Guillermo Castellano y Calixto de la Torre. Cada.
En tanto la I Brigada de Infantería dependiente de la 1.ª División de Ejército, al igual que el Regimiento de Infantería 2 tomaron una actitud de apoyo al gobierno de la república.. 
Para el 16 de septiembre la UCR había convocado a un acto en la Casa Radical de la Ciudad de Buenos Aires, donde repartieron armas en comités y en parroquias. Los comandos civiles ultracatólicos (llamados “palomas”) convocaron a la acción armada. Previamente negociaron un crédito con la Sociedad Rural para que financie actividades desestabilizadoras, como sabotajes a la red eléctrica, a los cables de la empresa telefónica Entel, disparos a las ruedas de camiones de bomberos y ambulancias, días antes representantes de la UCR viajaron a Uruguay entrevistándose con Emilio Eduardo Massera, Horacio Mayorga, Oscar Antonio Montes, y Osvaldo Cacciatore.

### Reacciones civiles
Diversos grupos civiles de «comandos» comenzaron a surgir en torno al director del colegio Nuestra Señora del Huerto donde se congregaban Adolfo Sánchez Zinny, Edgardo García Puló, Florencio Arnaudo, Septimio Walsh Carlos Burundarena, Manuel Gómez Carrillo y militantes radicales cómo Roberto Etchepareborda. Contaban con fusiles semiautomáticos FN, de procedencia belga, que un sector de la Armada había hecho ingresar de contrabando vía Uruguay.

En la madrugada del 14 de agosto la policía federal detuvo a un grupo bajo la acusación de planear el asesinato de Perón y sus ministros. El llamado «grupo Coppa» estaba integrado por Ricardo Coppa Oliver, Aníbal Ruiz Moreno, Carlos de Corral, Enzo Ramírez, y otros. El 15 de detuvo al denominado «grupo Centurión» Jorge Masi Elizalde, Franklin Dellepiane Rawson, Manuel Rawson Paz, Mario Espina Rawson, Luis Domingo Aguirre, Julio Aguirre Naón y Carlos Gregorini.
Anunciaba el diario La Época del lunes 15 de agosto: «La oligarquía quería arrastrar al país al desorden y al crimen para tomar el poder. Cuenta con la resaca de los partidos opositores, menores de edad, estudiantes pitucos y retirados reblandecidos; clérigos complicados».
Y al final del artículo «se devolverá golpe por golpe».
En Buenos Aires, el 29 de agosto La Época tituló: «Descubrióse en el Barrio Norte una organización de pitucos subversivos. Disponían de dinero, armas y autos en abundancia. Planeaban atentados. Operaban por células como los comunistas». Esta vez los detenidos fueron Emilio de Vedia y Mitre (h.), Mario Wernicke, Emilio Allende Posse, Carlos Ocantos, Héctor López Cabanillas y Julio E. Morón.
Ese día Perón habia comentado a sus ministros, esta vez hizo un anuncio público en una nota al Partido Peronista. Mencionó la posibilidad de «retirarse» ante el fracaso de la política conciliatoria:

Los últimos acontecimientos han colmado la medida (...) Con mi retiro presto al país el último servicio desde la función pública.
Juan Domingo Perón, 30 de agosto de 1955.

### Cinco por uno
En la tarde del 31 de agosto la CGT organizó una gran concentración pública frente a la casa de gobierno. Después, al caer la noche, Perón dirigió su palabra a los presentes:

A la violencia le hemos de contestar con una violencia mayor (...) La consigna para todo peronista, esté aislado o dentro de una organización, es contestar una acción violenta con otra más violenta. Y cuando uno de los nuestros caiga, caerán cinco de los de ellos.
Juan Domingo Perón, 31 de agosto de 1955.

peronista.
Los conspiradores habían contactado al excapitán Walter Viader, sublevado de 1951 con el general Menéndez, enviado a prisión, este organizaría la toma de las radios que difundirían la proclama golpista en Río Cuarto junto al general Videla Balaguer e Isaac Rojas.
El dia 14 Adolfo Mauvecín, telefoneó a un amigo suyo en Buenos Aires para que diera la alarma acerca del plan de Videla.
Rojas, tras tomar el crucero de guerra ARA Diecisiete de Octubre (ex-USS Phoenix, se dirige al norte con el objetivo de bombardear las instalaciones petroleras de YPF en Mar del Plata, Argentina». Es así que el lunes 19, los buques se situaron frente a la costa de Mar del Plata, comenzando un inmediato bombardeo. Según Enrique Manson, Rojas amenazó con que la próxima operación iba a ser sobre las destilerías de petróleo de La Plata, y la destrucción de los tanques de Dock Sud. Alrededor de las 14 procedió a destruir las instalaciones con dos cañonazos, ocasionando una cantidad no determinada de muertos y heridos.
El primero de septiembre hubo un momento de confusión. Ni los grupos civiles de la ciudad de Córdoba ni los militares que participaban del complot en Escuela de Artillería querían largarse sin la dirección de un oficial de alto rango, y sin el apoyo de sus contactos en Buenos Aires. No quedaba en claro si el líder de era Videla Balaguer, Ossorio Arana, Señorans, o Aramburu. El 2 de septiembre, Ossorio Arana se reúne con Videla Balaguer, en Río Cuarto. Resolvieron que Ossorio viajase primero a Córdoba y telefonease tras evaluar la situación local.
Horas más tarde, Mauvecín relató los hechos en una reunión con el ministro Lucero, el Subsecretario Embrioni, y el jefe del Servicio Informativo del Ejército general Sánchez Toranzo. Un oficial del Servicio Informativo del Ejército hizo llegar la alarma a Videla, quien ante el inminente arresto resolvió huir de Río Cuarto con sus colaboradores, mediante la ayuda de un grupo de civiles que colaboraban en esa ciudad.El 19 de septiembre fueron acorraladas las tropas golpistas de Córdoba en el centro de la ciudad y su comando operativo en el Cabildo de dicha ciudad estuvo a punto de ser tomado por parte del general legalista Miguel Iñíguez y su tropa. Cuando el golpe parecía fracasar se dieron dos factores: una parte de la Escuadra de Mar a cargo de Isaac Rojas llegó a la altura de Pontón Escalada y lanzó su ultimátum: si el presidente Perón no renunciaba, bombardearían la ciudad de Buenos Aires y la destilería de petróleo de La Plata. Para demostrar su decisión, ordenó el bombardeo de ésta, destruyéndola. El crucero ARA 17 de Octubre abrió fuego desde una distancia de 9000 metros que dio en los depósitos de combustible del puerto, que estallaron y se incendiaron, disparando 69 proyectiles, que los destruyeron por completo. Tras esa demostración de fuerza, la Armada golpista hizo conocer su ultimátum. A partir de ese momento, «comandos civiles» comienzan a actuar realizando actos de terrorismo. Cerca del mediodía, los destructores San Juan, San Luis y Entre Ríos cañonearon durante doce minutos la “Escuela de Artillería Antiaérea” unidad leal al gobierno constitucional que había sido evacuada. Las fuerzas golpistas también dispararon desde los bombardeos contra tropas del Ejército que habían tomado posición con piezas de artillería en la zona del Golf Club para mantener el orden democrático. En paralelo civiles armados se apostaron en la escollera norte con el propósito de evitar el desembarco del grupo de marinos golpistas y encabezar la defensa de la ciudad
El 3 de septiembre la Dirección Nacional de Seguridad emitió un comunicado en el que detallaba acciones que debían ser reprimidas por «alterar el orden y atentar contra el Estado».
La conspiración de Señorans y Aramburu contaba con el apoyo de gran parte de la Marina, pero no tenían contactos en la Fuerza Aérea, y en el Ejército solo un reducido grupo de unidades estaban dispuestas a alzarse en Córdoba; aunque había grandes posibilidades de rebelar el Segundo Ejército en Cuyo y otras unidades en Corrientes. Eduardo Héctor Bergalli, de la que participaron el general Juan José Uranga, el coronel Eduardo Señorans, el capitán de navío Arturo H. Rial, el capitán de fragata Aldo Molinari y el capitán de corbeta Carlos Pujol, y el presidente de la Unión Cívica Radical, Arturo Frondizi. Señorans anunció la intención de Aramburu de posponer los intentos para el año 1956, ya que no veía avances en el corto plazo. Durante el verano sería imposible actuar ya que se avecinaba, en septiembre y octubre, el licenciamiento de los soldados conscriptos y el almacenaje bajo llave de gran parte del material bélico. Según Isidoro Ruiz Moreno en su libro La revolución del 55, Frondizi dijo al respecto:

Señores, yo no voy a llenar las cárceles de radicales saliendo con la Marina sola; necesito un general.
Arturo Frondizi.

Uranga prometió que habría algún general, pero la reunión se disolvió sin resoluciones. El 4 de septiembre, los golpistas en Buenos Aires se enteraron de que Aramburu abandonaba la conspiración y se negaba a actuar por lo que restaba del año 55. Más tarde la noticia se esparciría al resto de la conjura: Ossorio Arana, Arias Duval, y Guevara permanecieron en sus tareas. Sin embargo la presencia de un general seguía siendo un requisito indispensable: por lo tanto al día siguiente el coronel Cornejo Saravia convenció al general Lonardi para que se hiciera cargo de liderar la revolución. Siete días tardó en llegar a Puerto Belgrano la noticia de que Aramburu posponía las operaciones hasta el año siguiente. Perren reaccionó con estupefacción e ira, y convino con sus compañeros que si el día 20 no había novedades, la marina se alzaría en solitario.
El 7 de septiembre, la CGT anunció que «los trabajadores de la Patria se ofrecen como reserva» del Ejército para defender la Constitución. Uno de los jefes de la inteligencia del ejército intimó a Lucero, presentándole un organigrama de la estructura conspiradora muy acertado. El ministro Lucero, antes de mandar arrestar a Aramburu y Señorans, planeó para el día 12 un viaje a Córdoba para interiorizarse de la situación en ese lugar. Si se confirmaban las sospechas, el día 16 procedería a ordenar los arrestos. A la madrugada de ese mismo día 16 se produjo el alzamiento.

## Desarrollo

### Preparativos para la acción
El 10 de septiembre, Lonardi manda a sus dos hijos a recabar información: Luis Ernesto a Córdoba dónde se entera de que el 16 finalizarían las actividades de la Escuela de Artillería de Córdoba, y que sus armas serán almacenadas en lugares vigilados y Eduardo a Mendoza dónde junto a Ezequiel Pereyra Zorraquín se reunió con Juan Francisco Guevara para ultimar detalles para el golpe de Estado.

Si la revolución hace pie y aguante más de 48 horas en Córdoba, toda la defensa de Perón se derrumba, porque no hay una convicción ética y moral para sostenerlo.
Eduardo Lonardi, 11 de septiembre de 1955.

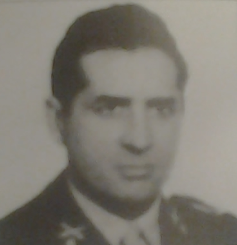
Juan Francisco Guevara.

Esa noche Lonardi se reunió con Guevara y con el teniente coronel Sánchez Lahoz, y expuso el plan de sublevar las bases de Puerto Belgrano y Río Santiago, junto a unidades aéreas. Tenía la intención de que, una vez que controlara esa ciudad, la armada extendería un bloque por Santa Fe y el río Paraná y luego, tras el bloqueo naval al Río de la Plata, se iniciaría el asalto final sobre Buenos Aires, donde se tomaría el Congreso Nacional, la Casa Rosada al mismo tiempo que la Flota de Mar avanzaría sobre la ciudad desde la costa. Sánchez Lahoz se encargaría de la ciudad de Corrientes, Arias Duval se encargaría de la zona mesopotámica, el general Uranga trataría de sublevar el Gran Buenos Aires.

#### El nexo con la marina rebelde
El día 12 Lonardi había asumido el mando del golpe desde Alta Gracia, cercana a la Córdoba, en provincia de Córdoba con apoyo de Uranga, Jorge J. Palma, Jorge Palma, Sánchez Sañudo, Carlos García Favre y Aldo Molinari
En Buenos Aires se producirían escaramuzas en el Colegio Militar, el Regimiento de Infantería 1 «Patricios» y en la Escuela de Mecánica de la Armada en el barrio de Nuñez, al producirse el intento de ocupación de la misma por parte de un grupo sublevado, el director defendió la Escuela enérgicamente, tras la evacuación de la misma por parte de todos los conscriptos que allí se encontraban. Durante 45 minutos hubo un enérgico cambio de disparos de armas livianas y pesadas, que costaron la vida de un suboficial segundo y cuatro marinos que defendieron la Escuela.
En la localidad bonaerense de Bella Vista Guevara se reunió en la casa del capitán Jorge Rafael Videla, Genta, Formigoni, Padrós, Dámaso Pérez: ellos debían tomar el Colegio Militar de la Nación pero habían cambiado de postura debido a la cercanía de la división montada que seguramente permanecería leal al gobierno.

#### La situación en Córdoba

Mapa de Córdoba.

El día 12, Franklin Lucero viaja a la Provincia de Córdoba con la excusa de asistir a unas demostraciones de fuego de artillería a la que habían sido invitados los agregados militares de las embajadas extranjeras. Allí se convenció de la lealtad de las tropas, mandó un radiograma al presidente Perón afirmando que la situación estaba controlada, y mandó imprimir un folleto profusamente ilustrado bajo el título de Una unidad modelo: La Escuela de Artillería.
Frente a la Escuela de Artillería se encontraban la Escuela de Aviación Militar y la Escuela de Suboficiales de Aeronáutica, los rangos más altos eran todos leales al gobierno.
Los aviadores golpistas en Córdoba trenzaron lazos con los del Grupo 1 de Bombardeo estacionados en Villa Reynolds, San Luis, quienes se comprometieron a no arrojar sus bombas sobre los objetivos en caso de producirse el golpe de Estado.Los mayores enfrentamientos se produjeron en Córdoba, donde hubo al menos 112 muertos. Allí, Lonardi atacó a la de Infantería, cuyos mandos no quisieron plegarse al golpe y habían decidido defender al gobierno. 
El martes 13 Lonardi encabezaría el golpe, debido a su experiencia había participado en el golpe de 1943 y en el intento de golpe contra Juan Domingo Perón de 1951, siendo pasado a retiro. En 1951 al intento de deponer a Perón, tras lo cual fue pasado a retiro lo que le dio tiempo para preparar la conspiraciónLonardi se reunió con Señorans acordando que fuera hacia el litoral tratando de llevar al general Aramburu; mientras que el mayor Guevara acompañaría a Lonardi y Ossorio en Córdoba. A las dos de la tarde, Guevara llamó a la puerta del general Lagos para informarle que Lonardi solicitaba ponerse al mando del Segundo Ejército a partir del día 16.
Los mayores enfrentamientos se produjeron en Córdoba, donde hubo al menos 107 muertos. Allí, Lonardi, atacó a la Escuela de Infantería, cuyos mandos no quisieron plegarse al golpe y habían decidido defender el gobierno constitucional. Al ingresar al cuartel le disparó en la oreja al jefe de la Escuela de Artillería en Córdoba, quien intentaba resistirse.
El día 17 de septiembre de 1955 el pueblo de Río Colorado sufrió el primer bombardeo por parte de las fuerzas militares que habían desatado el golpe de Estado. Ese día la infantería de marina ocupa la ciudad de Bahía Blanca tras bombardear a la ciudad, pero tropas leales al gobierno constitucional marcharon sobre ella. También fue bombardeada por los golpistas la ciudad de Mar del Plata. El 18 de septiembre es derrotada la Escuela Naval de Río Santiago, que estaba sublevada, por la acción de la Policía de la Provincia de Buenos Aires y el regimiento 7 de Infantería, leales al gobierno democrático. Los mayores enfrentamientos se produjeron en las inmediaciones de la misma. Días después es el responsable de la represión el 17 de octubre de 1955 –y cuya ejecución estuvo a cargo del general Raúl Justo Bengoa– donde tres tanques Sherman ametrallaron a una manifestación de alrededor de 5000 personas en Pavón y Centenario Uruguayo, dejando muertos y heridos.

#### La situación en Cuyo
El día 17 el Grupo de Artillería 7 Francisco Reynolds perteneciente al Ejército Argentino con asiento en la guarnición de ejército de San Luis junto a la Agrupación de Artillería de Campaña 601 partieron hacia Córdoba a sofocar el Lonardi.

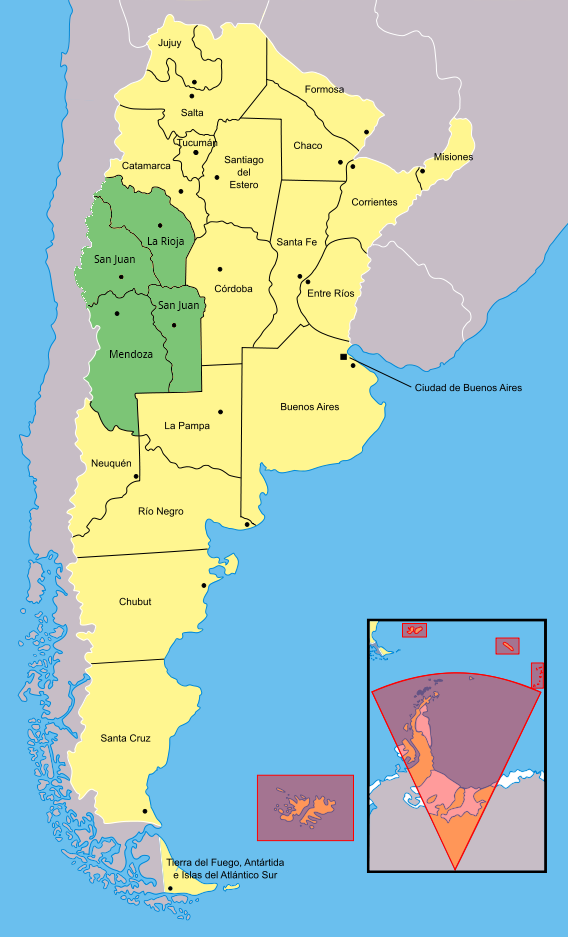
La región de Cuyo.

El 13 de septiembre el general Lagos, su hermano Carlos Lagos y el legislador radical Bonifacio del Carril viajaron a San Luis donde se reunieron secretamente con el comandante en jefe Eugenio Arandía y se anoticiaron de que en la Comandancia Segunda había sido designado José Epifanio Sosa Molina, hermano del ministro, que había llegado de Buenos Aires junto a un grupo de la Policía Federal con órdenes de investigar la situación de los oficiales para evitar un alzamiento similar al que Videla Balaguer había intentado fallidamente dos semanas atrás en la ciudad de Río Cuarto. Arandía agregó que la noticia de la presencia de Lagos en San Luis desataría una intensa búsqueda y su posterior detención por parte de la policía; y que lo mejor era tratar de juntarse en Mendoza con el coronel Fernando Elizondo. Más tarde Arandía se reunió con los tenientes coroneles Eppens y Ávila, y el mayor Blanco, para ponerlos al tanto de los preparativos del golpe de Estado.
El día 14, Lonardi se reunió con el general Videla Balaguer, refugiado en Córdoba en el departamento de Damián Fernández Astrada, cabeza de un nutrido comando de civiles. Videla quedó encargado de la coordinación de los grupos subversivos civiles: tanto el de Fernández Astrada como el de Jorge Landaburu. Para evitar que se esparcieran rumores, Lonardi había establecido que los civiles no fueran enterados de los hechos hasta después de iniciados los operativos.
A las 22:00 de ese mismo día se realizó una reunión plenaria con los representantes de varios grupos rebeldes cordobeses: mayor Melitón Quijano y capitán Ramón Molina (Escuela de Artillería), teniente 1.º Julio Fernández Torres (Tropas Aerotransportadas), mayor Oscar Tranco (Suboficiales de Aeronáutica), capitanes Mario Efraín Arrabuarrena y Juan José Claisse (Liceo Militar). En primer lugar se decidió no intervenir el Liceo militar, ya que era una institución educativa para menores de edad y se los debía mantener al margen del combate: solo sus oficiales se sublevarían, ayudando a que los paracaidistas tomaran su escuela.
Se sublevarían también las escuelas de Aviación Militar y de Suboficiales de Aeronáutica, donde la masa de la oficialidad pertenecía al bando antiperonista[cita requerida]. La Escuela de Artillería sería copada por Ramón Molina, quien facilitaría la entrada de Lonardi para dirigir desde allí el levantamiento en todo el país. Luego las baterías abrirían fuego contra la leal Escuela de Infantería, abriendo el camino para una sorpresiva irrupción de los paracaidistas. Pasada la medianoche se disolvió la reunión: faltaban menos de 24 horas para el inicio de las operaciones.

### 15 de septiembre
El 15 un oficial rebelde emitió una orden con firma falsificada, logrando que el coronel Sánchez Reynafé abandonara engañado Curuzú Cuatiá y viajara a Buenos Aires.
En la Base Naval Río Santiago (cercana a La Plata) fue tomada por Isaac Rojas junto a Carlos Bourel y Luis M. García. con el objetivo de bloquear el Río de la Plata para impedir el abastecimiento de combustibles a la ciudad de Buenos Aires.
En la isla Martín García el director de la Escuela de Marinería, capitán de fragata Juan Carlos González Llanos, había establecido un entrenamiento extraordinario en «infantería y tiro» desde abril de 1955, en marco del complot que culminaría el 16 de junio. 
Durante julio y agosto, en Córdoba grupos armados provocaban incendios o colocaban bombas en unidades básicas y en las sedes de la CGT y la UES, los llamados comandos civiles, compuestos por radicales, demócratas cristianos, y sacerdotes católicos, que recibían el entrenamiento de la cúpula de oficiales de la aeronáutica.En dos de agosto se producirían dos atentados en Salta contra la red eléctrica. Una quema de un local peronista en Bahía Blanca. El siete de agosto se sumaria a un tiroteo contra en una unidad básica en Río Negro, que sería atacada desde afuera por desconocidos. El día 13 un legislador bonaerense del Justicialismo sería acribillado a la salida de su casa por comandos. El 14 una bomba estallaría en el local de la sección femenina del partido justicialista causando heridos de gravedad.Ese mismo día a la 1:15 don tomadas las principales radios de la Ciudad de Córdoba dejaban fuera de servicio varias radios de la ciudad de Buenos Aires para colaborar con la desestabilización y dificultar la difusión de noticias fehacientes, siguiendo la planificación de Carlos Burundarena.
En Córdoba, Lonardi festejó su cumpleaños con una ceremonia religiosa y un almuerzo en casa de su cuñado; tras ello partió con Ossorio a las afueras de la ciudad, esperando la hora cero.
En Bahía Blanca, el capitán de navío Jorge Perren invitó a plegarse a quienes no estaban en el secreto y detuvo a los que se negaron. En la vecina Base Aeronaval Comandante Espora su jefe -leal a las autoridades constitucionales- se había retirado a las 17, y la guardia, a cargo de Baubeau de Secondigé, esperaba la llegada del capitán Andrews.
En Buenos Aires ninguna unidad del ejército estaba lista para ser sublevada porque el Ministerio de Ejército había seleccionado cuidadosamente a los oficiales más leales al gobierno para comandarlas. Los coronel Herbert Kurt Brenner y por Rodolfo Kössler, quienes por precaución se comunicaban en alemán. Se habían citado a las 16 en la estación Constitución, para viajar en tren a La Plata y desde allí reforzar la Escuela Naval.
En la Ciudad de Buenos Aires, entonces, la única acción sería la de los comandos civiles: atacarian las principales antenas de radio para evitar que se difunda prematuramente la noticia de un alzamiento contra Perón. El operativo tuve éxito: desaparecidas las ondas de las principales emisoras, en Buenos Aires pudieron oírse claramente las radios de Córdoba, Uruguay y Puerto Belgrano. Pero las autoridades de Buenos Aires detectaron esta insólita agitación: serían precisamente estos comandos que darían la primera señal de alarma a las autoridades nacionales.

### 16 de septiembre

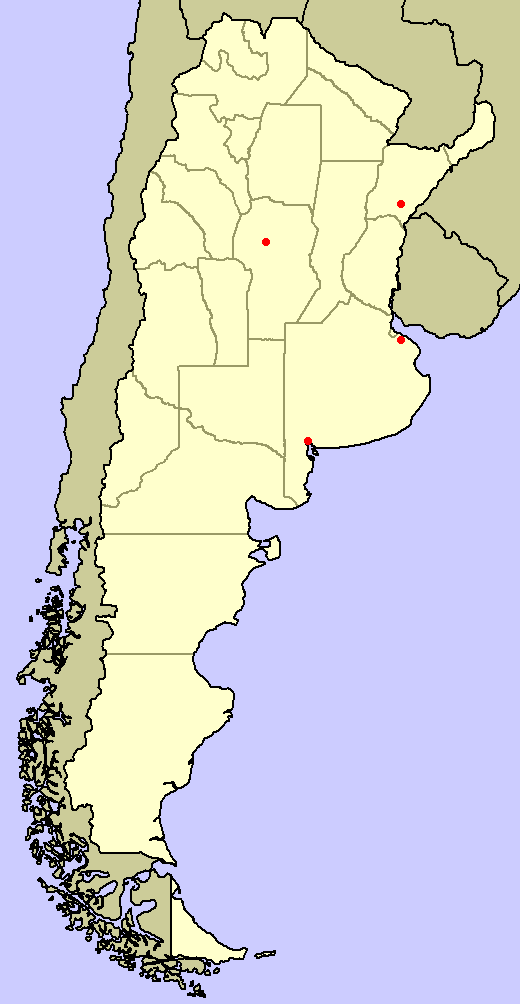
Curuzú Cuatiá, Córdoba, La Plata y Bahía Blanca.

A las 0:30 el ministro Lucero fue despertado por su ayudante, coronel Díaz, y se le informó sobre la denuncia hecha por un director de la empresa Mercedes Benz: un empleado de la empresa le había dicho que sabía que Heriberto Kurt Brenner. Lucero se trasladó al ministerio y convocó de forma urgente al Comandante en jefe del Ejército, general Molina, al jefe del Estado Mayor General, general Wirth, al subsecretario del Ministerio, general José Embrioni, y al jefe del Servicio de Informaciones, general Sánchez Toranzo. También alistó a la Guarnición Buenos Aires.
Luego Lucero llamó al comandante de la 4.ª División de Ejército, radicada en Córdoba, pero su comandante, general Alberto Morello, respondió que se encontraban «sin novedad». Tras ello, comenzaron a llegar una serie de avisos de la policía: grupos de civiles armados habían sido vistos en Vicente López, en Palermo, en Ciudadela, en Ramos Mejía, y en el Hospital Naval.
A las 04:00 la Policía Federal emitió un mensaje de carácter urgente:

Alerta general. Esta noche grupos civiles armados van a alterar el orden y tratar de copar a jefes de unidades y autoridades legalmente constituidas. Actuar enérgicamente y reprimir cualquier conato de alteración del orden.:

El ministro creía que los acontecimientos eran de carácter predominantemente civil.: Cerca del amanecer el gobernador de la Provincia de Buenos Aires anunció desde La Plata (entonces llamada «Ciudad Eva Perón») actividades sospechosas en la vecina Base Río Santiago; después se informó la presencia de Lonardi y Ossorio Arana en Córdoba. Lucero hizo despertar al general Perón, quien se trasladó de inmediato a la sede del Ministerio de Guerra.:
A las 00:00 del 16 de junio Isaac Rojas estableció su Estado mayor con Jorge Palma,
Sánchez Sañudo, Silvio Cassinelli y Andrés TroppeaPerren y compañía recibieron las noticia del alzamiento en Río Santiago a las tres de la mañana y procedieron a arrestar a sus superiores.

#### La sublevación de las primeras unidades
En Córdoba a las 23:20. Treinta y seis oficiales de la Fuerza Aérea interrumpieron la fiesta de cumpleaños del comodoro Machado que se desarrollaba en el casino de oficiales, donde se habían reunido todos los jefes de la base; y así los arrestaron a todos juntos.: No esperaron a la medianoche porque en ese momento empezarían a dispersarse los invitados, cruzaron la ruta hacia la Fábrica Militar de Aviones ubicado a 300 metros para tomar la fábrica y Escuela de Aviación Militar, donde residía el comodoro Julio César Krause, conocido antiperonista, ordenó la liberación del comandante Jorge Martínez Zuviría arrestado por el intento de golpe de 1951 y lo puso al mando.
El ministro Lucero, entre sus acciones preventivas, había mandado a la Escuela de Infantería que se preparase ante cualquier eventualidad. El coronel Brizuela entonces telefoneó a la Escuela de Artillería, pero le comunicaron que su director, coronel Turconi, se hallaba «recorriendo las instalaciones». Eran las dos de la mañana. En realidad, la Escuela de Artillería había sido tomada por Eduardo Lonardi, y Turconi estaba detenido en los sótanos de la misma. Luego, el capitán Correa telefoneó a Brizuela, esta vez anunciando que «le quiere hablar el general Lonardi». Brizuela cortó la comunicación: ante la imposibilidad de comunicarse nuevamente, y ante la pérdida del factor sorpresa, Lonardi ordenó a los artilleros que dispararan sobre la Escuela de Infantería.En Buenos Aires Isaac Rojas ocupa la base Punta Indio que se encontraba en trabajos de reparación estaba poco custodiada por las fuerzas leales al bando constitucional. La escuela de Artillería fue tomada por Lonardi. 
El ataque causó grandes daños en las instalaciones y sorprendió a muchos de sus integrantes. La rotura de los cables de electricidad y la consiguiente oscuridad tornaron muy difícil la organización de la infantería para repeler el ataque.
Al amanecer solo 1800 de los 3000 efectivos quedaban a las órdenes de Brizuela, principalmente por la deserción de los soldados conscriptos que cumplían el servicio militar. Con las primeras luces del día los infantes comenzaron a dar vuelta la situación y lograron rodear a los artilleros. La maniobra dejó sin defensas el edificio de la Escuela de Infantería, que fue ocupada por las Tropas Aerotransportadas del capitán Claisse. Pero ante la inminente caída de los Artilleros tuvo que retroceder a auxiliarlos. Dado que la artillería tiene un rango mínimo de disparo, con los infantes demasiado cerca no había otra opción más que retirarse. Una segunda dificultad era girar los cañones para apuntar a los infantes que, tras la maniobra envolvente, ahora se hallaban a sus espaldas.
Videla Balaguer desde un petit hotel en Alta Córdoba secundado por Enrique Arballo, José Rafael y Julio César Cáceres Monié, Juan Labarthe, Mario de Leónencabezó la toma armada de la radio local y de la comisaría, y del antiguo Cabildo de Córdoba, donde su insistencia en el uso de ametralladoras dañaria el edificio histórico Mientras brindaba apoyo a grupos comandos asaltan sindicatos peronistas al mando de los golpistas, concretó y mantuvo, en cruentos combates contra las fuerzas leales al gobierno democrático, el dominio de la ciudad de Córdoba por las fuerzas que apoyaban el Golpe de Estado.fue tomada la estación transmisora LV3, cuyas instalaciones se hallaban ubicadas sobre la avenida Rafael Núñez, en el cerro de las Rosas, donde murieron asesinados por el bando golpista 3 trabajadores; las instalaciones habían sido previamente hostigadas por la aviación.

¿Juráis por Dios y por la Patria luchar hasta el triunfo o morir, como dicen las estrofas del himno?
Juramento de los comandos cordobeses.

En la Patagonia no se observaban movimientos, solo en la ciudad de Río Colorado, donde se produjo un bombardeo aéreo el objetivo eran las instalaciones ferroviarias y un tren de soldados leales al gobierno de Juan Domingo Perón. Dos conscriptos del Ejército murieron alcanzados por las esquirlas y hubo cuantiosos daños en instalaciones del ferrocarril Roca, así como en viviendas particulares.Los hechos se desencadenaron cuando un tren militar, con efectivos leales al gobierno constitucional avanzaba desde Neuquén con dirección a Bahía Blanca; cuando fueron bombardeados por dos aviones del bando golpista con objetivo destruir el puente ferroviario sobre el río para cortarles el paso. Hacia las 19:00 del sábado 17 de septiembre, sobrevoló el primer avión, que luego descargó la primera bomba sobre la costa del río, en cercanías del puente ferroviario. La tensión fue en aumento porque el domingo 18, a la mañana temprano, llegó a Río Colorado el primer tren con tropas leales al gobierno constitucional, que se dispersaron por el pueblo alertando a la población civil para que abandonase sus hogares. Ese fue el comienzo del éxodo de los aproximadamente 4000 habitantes de Río Colorado hacia las chacras de las colonias Reig, Juliá y Echarren, buscando protección en las casas de amigos y parientes.
En el Ministerio de Guerra a partir de las 4:55 informaban desde Gualeguaychú que efectivos de la policía habían reportado la presencia de Señorans y Aramburu en esa zona.
En el Liceo General San Martín 200 cadetes se unieron a 400 jóvenes que cumplían el servicio militar obligatorio, junto a 200 soldados de reserva con el objetivo de repelir el golpe de Estado.
El regimiento de tanques con asiento en Magdalena —que se sabía leal al gobierno— estaría en maniobras lejos de su unidad,  por tanto no pudo reaccionar a tiempo. El ministro Lucero comandó la respuesta: en Río Santiago debía avanzar el general Heraclio Ferrazzano al mando de la 2.ª División y con apoyo de la Fuerza Aérea, al Puerto Belgrano y Comandante Espora irían la 3.ª División de Caballería (general Eusebio Molinuevo), la 6.ª División de Ejército (general Ramón Boucherie) y la Agrupación Motorizada del general Cáceres. Contra Curuzú Cuatiá avanzaba el general Carlos Salinas al mando de las 3.ª y 4.ª Divisiones de Caballería (generales Lubin Arias y Giorello), y unidades de la 7.ª División del Ejército (general Font). Hacia Córdoba convergía la mayor cantidad de fuerzas: el general Sosa Molina al mando de su Segundo Ejército, la 4.ª División de Ejército (general Morello) y la 5.ª División de Ejército (Moschini).Flota de Mar estaban cortadas las comunicaciones.

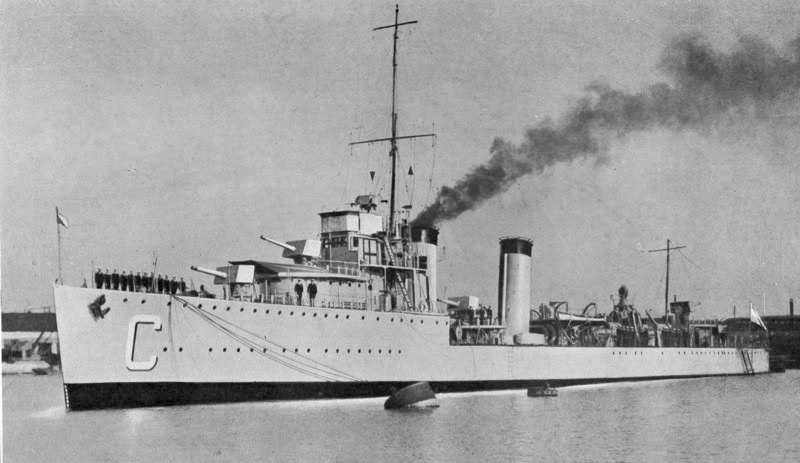
Destructor ARA Cervantes.

Desde la Escuela Naval zarparon los dos destructores de instrucción T-4 La Rioja y T-3 Cervantes. A las 9:30 estas naves fueron atacadas por una cuadrilla de Gloster Meteor de la fuerza aérea dirigida por el vicecomodoro Carlos Císter.
En la mañana del jueves 16, en el Ministerio de Marina se realizaba una reunión anual, mientras tanto un grupo de marinos se preparaban para tomar la Casa de Gobierno. La Aeronáutica mandó un helicóptero con un alto oficial para informarle a la Armada sobre noticias en Puerto Belgrano, el contralmirante Aníbal Olivieri, a cargo de las comunicaciones y con parte de enfermo, y el comandante de Infantería de Marina, vicealmirante Benjamín Gargiulo se plegaron a la conspiración. Como asistente de Olivieri se encontraba el teniente de navío Emilio Massera. En Bahía Blanca el capitán Arturo Rial teniente coronel Albrizzi: contestó que la unidad no se plegaba.
La poderosa Flota de Mar estaba fondeada en Puerto Madryn: A su mando, el leal almirante Juan B. Basso permanecía fiel a las autoridades constituciinales.El ejército preparó los tanques de Campo de Mayo, el Colegio Militar de la Nación para defender al gobierno mientras que efectivos en La Tablada habían logrado frenar la el intento de ocupación de la base aérea de Morón.
En la ciudad de Córdoba, el general Videla Balaguer y unos cuarenta civiles a las órdenes del diputado radical Miguel Ángel Yadarola- habían sido cercados por la policía y efectivos del ejército tras la denuncia que efectuara una operadora telefónica, tras una hora sitiados pidieron rendirse ante la policía local. Sesenta miembros de la Escuela de Suboficiales de Aeronáutica se dirigieron hacia Alta Córdoba para prestarles ayuda: su superior armamento permitió la evacuación de todos los presentes.
Por su parte la Escuela de Artillería estaba rodeada, tanto Ossorio como Lonardi hicieron votos de luchar hasta la muerte.

Creo que hemos perdido, pero no nos rendiremos. Vamos a morir aquí.
Eduardo Lonardi

En ese momento comenzó a mostrar su efecto el hecho de haber atacado por sorpresa «con toda brutalidad» al inicio del conflicto: la Escuela de Infantería se quedaba sin munición y su director Brizuela se vio obligado a proponer un cese de las hostilidades.  la Escuela de Infantería desfiló con sus armas ante la de Artillería y de Tropas Aerotransportadas, después de esto rindieron.
El Comodoro Julio César Krause, y Videla Balaguer, mandó a ocupar las antenas radiofónicas de Córdoba  Liderados por el capitán Sergio Quiroga tuvieron varios enfrentamientos con la policía.
A las 11 de la mañana, varias unidades leales del Ejército estaban en La Plata, cercando la base Río Santiago que finalmente se rindió a las 12.30 volviendo a restablecerse la cadena de mando  A esa misma hora en Curuzú Cuatiá se oían las radios anunciando el fracaso del alzamiento en todo el país. A las 12 un avión sobrevoló la localidad lanzando panfletos con esa misma información. Varios oficiales pidieron ser arrestados y encerrados con los leales, hasta que un grupo de más de cien suboficiales pudo zafarse de sus captores, empuñar sus armas, y copar la Escuela Blindada.[cita requerida] Tras un largo tiroteo, se parlamentó: la Escuela Blindada permanecería pasiva, sin forzarla a obedecer el mando rebelde.
El capitán de fragata Hugo Crexel, por orden directa de Perón, comandaba una cuadrilla de aviones que, junto a la cuadrilla del vicecomodoro Císter, atacaban a los barcos de la Escuela Naval. Ante la potencia del ataque aéreo las naves se alejaron de la Ciudad de Buenos Aires: así salieron del rango de autonomía de los aviones, que comenzaron a atacar la base de Río Santiago. Primero cayeron sobre la Base una cantidad de panfletos anunciando la derrota de la revolución en todo el país, y luego comenzó el bombardeo. Pero en la Río Santiago se había concentrado un gran poder de fuego: de este modo dos aviones fueron averiados y quedaron fuera de combate.
Al mediodía del 16 de septiembre, los rebeldes controlaban ciertos puntos en Córdoba, Curuzú Cuatiá, Río Santiago y Bahía Blanca. La Fuerza Aérea parecía mantenerse leal al gobierno. Nada se sabía acerca del ejército en Cuyo ni había noticias de la Flota de Mar. Perón había salido del Ministerio de Guerra a las 10:30.

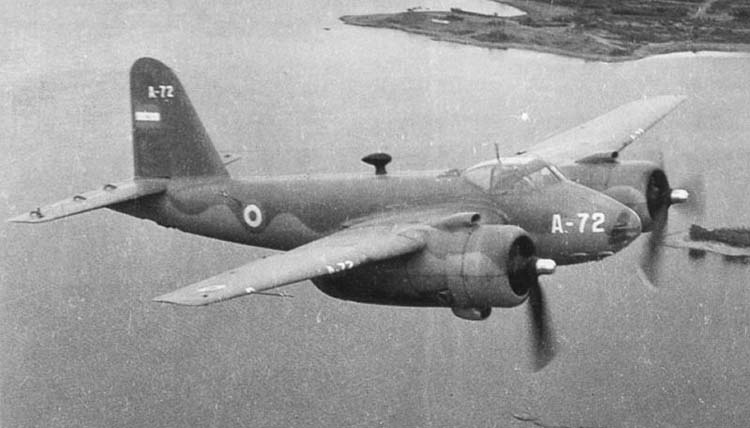
Un I.Ae. 24 Calquín.

La desconfianza reinaba en la Base Aérea Militar Morón, sede de las escuadras aéreas leales al gobierno, desde que los pilotos de los Calquín hicieran una pasada sobre Río Santiago y sus disparos no hicieran ningún blanco - cosa harto improbable en pilotos tan adiestrados. El Grupo 1 de Bombardeo, con asiento en la provincia de San Luis, también había sido convocado a la base de Morón. Allí los primeros dos pilotos en llegar, capitanes Orlando Cappellini y Ricardo Rossi, fueron advertidos por el comandante en jefe de la Fuerza Aérea, brigadier Juan Fabri, que intuía sus intenciones revolucionarias:

Miren: yo sé cómo piensan ustedes dos; es como pensamos todos. Pero yo les pido que en este momento cumplan las órdenes, porque después ya va a haber tiempo para hacer lo que todos queremos.
brigadier Juan Fabri, 16 de septiembre de 1955.

Se les ordenó pilotear sus Avro Lincoln hasta Córdoba y observar la situación en la Escuela de Artillería: ellos, en cambio, aterrizaron en la Escuela de Aviación Militar y se plegaron a la revolución. Esa tarde los seguirían otros tres: el capitán Fernando González Bosque y los primeros tenientes Dardo Lafalce y Manuel Turrado Juárez. La repercusión emocional en ambos bandos fue inmensa; a partir de estos hechos se comenzó a usar la palabra panqueque, porque los aparatos «se dan vuelta en el aire».
En Puerto Belgrano se interceptaron comunicaciones mantenidas por el teniente coronel Albrizzi, al mando del regimiento de infantería local, pidiendo ayuda a los regimientos de Azul y Olavarría. Albrizzi, que se había declarado neutral, fue intimado a plegarse o rendirse. A las 16:00 el capitán de corbeta salteño Guillermo Castellanos Solá, al mando de un grupo de infantes de marina, ocupó la ciudad de Bahía Blanca. Una parte de la población salió a las calles a festejar y ofrecerse al servicio de los rebeldes. A las 16:30, vencidos todos los plazos de rendición, el capitán Rial dio la orden bombardear el Regimiento 5 de Bahía Blanca. Como el regimiento estaba fuera de la ciudad, no se afectó a la población civil.

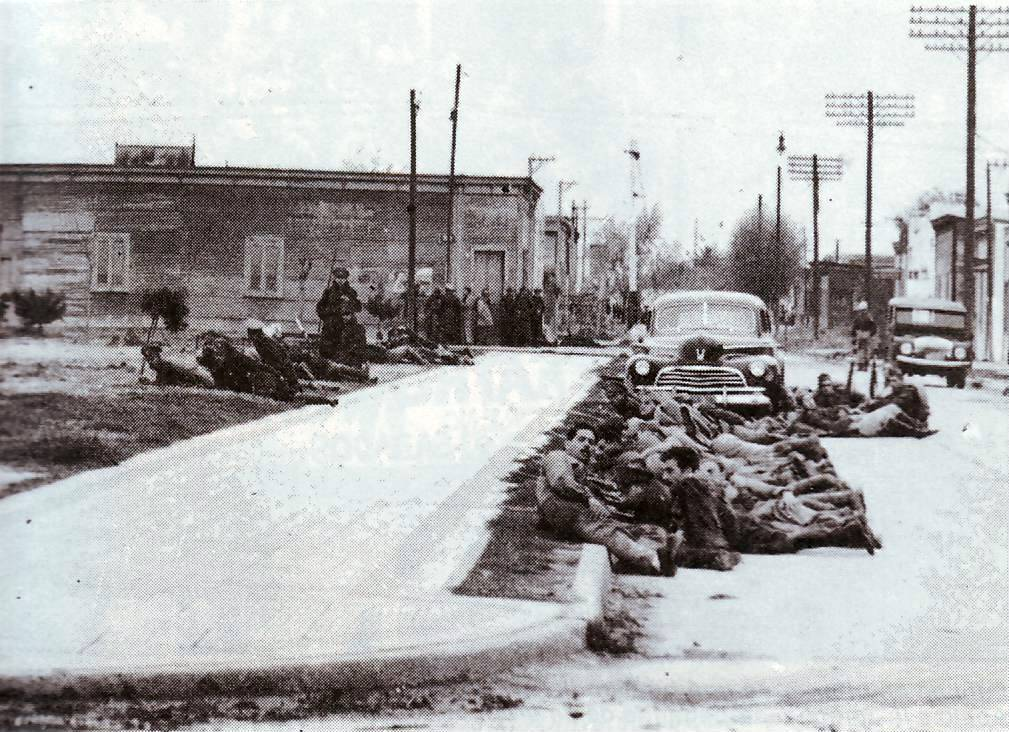
Tropas leales al gobierno resisten el golpe de Estado en la localidad bonaerense de Ensenada.

Una situación inversa se daba en Río Santiago donde cada 50 minutos los aviones, recargados de municiones en Morón, atacaban las posiciones rebeldes. Cabe recordar que la base Río Santiago está situada en una pequeña isla sobre el Río de La Plata, separada de la localidad de Ensenada por un pequeño brazo de agua. Sobre la tierra firme había un astillero. Por tierra el Regimiento 7 de infantería, junto a policías y milicianos hacían presión contra la base, pero un grupo de infantes de marina al mando del teniente de corbeta Carlos Büsser apoyados por tres cañoneras que estaban sobre el Río Santiago lograron evitar su penetración. Cerca de las 16:30 un ataque aéreo erró groseramente el blanco, bombardeando atrás de la primera línea de infantes, a más de 300 metros de la base naval. Esto causó pánico entre la población civil de Ensenada, que comenzó a autoevacuarse.
En Curuzú Cuatiá un sabotaje de los suboficiales leales permitió que se derramaran todos los depósitos de combustible: de este modo los rebeldes no tendrían forma de utilizar sus vehículos blindados. Mientras tanto, en la vecina ciudad de Mercedes (Corrientes) se concentraban las fuerzas del gobierno.

#### El 16 por la tarde
Por la tarde los destructores que estaban en medio del Río de la Plata fueron aproximándose a Montevideo, y un remolcador uruguayo llevó los heridos a tierra firme y abastecido con combustible los fedtructorrd.
En la Escuela de Aviación de Córdoba los aparatos eran heterogéneos y destinados principalmente para la instrucción. Varios oficiales se avocaron a ponerlos a punto para el combate, re-ensamblando cañones e instalando bombas.A los aviones se le pintaron insignias, primero a algunos se los identificó con «M. R.» -por Movimiento Revolucionario- pero luego se adoptó el signo de Cristo Vence.
Si bien las afueras de la Ciudad de Córdoba estaban controladas por los rebeldes, el centro estaba defendido por el gobernador y la policía. Tras una intensa lucha, Videla Balaguer (reforzado por Claisse al mando de oficiales y suboficiales con morteros y ametralladoras) ocupó el Cabildo de la ciudad.
```
clase alta produjeron asaltos violentos los edificios públicos, constituyendo un factor de enlace permanente con los militares golpistas. Solo en Córdoba estos comando causaron más de 27 muertos en los tres días previos al golpe de Estado 16 de septiembre de 1955, en su mayoría civiles peronistas que protestaban a favor del mantenimiento del orden constitucional.
[
183
]
El jefe de la 
UCR
 local, 
Luis Medina Allende
 junto a los hermanos García Montaño, Gustavo Mota Reyna, Gustavo Aliaga, Domingo Castellanos, Marcelo Zapiola, Jorge Manfredi, Jorge Horacio Zinny, se ponen bajo las órdenes de Videla Balaguer.
```

Por la tarde soldados de la Escuela de Infantería partieron para Alta Gracia, donde se consolidaban las fuerzas leales al gobierno constitucional. A la medianoche el capitán García Favre voló a Puerto Belgrano para intercambiar noticias.

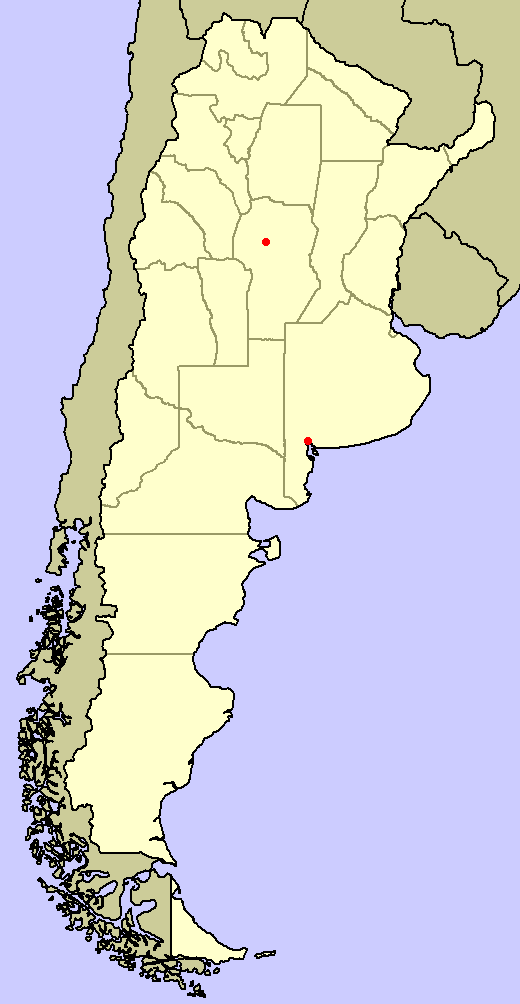
Zonas rebeldes al final del día.

En San Luis Lagos hasta hacía dos meses había sido el jefe de la guarnición. En reunión con el comandante en jefe Eugenio Andía, Lagos y sus acompañantes se anoticiaron de que en la Comandancia Segunda había sido designado José Epifanio Sosa Molina, quien había llegado de Buenos Aires con un grupo de la Policía Federal con las órdenes de investigar la situación de los oficiales para evitar un alzamiento similar al que Videla Balaguer había intentado fallidamente dos semanas atrás en Río Cuarto. Para complicar su situación, las tropas de Mendoza y San Juan se hallaban de maniobra en el monte y los jefes apalabrados no tenían acceso al teléfono. Andía también supuso que la noticia de la presencia de Lagos en San Luis desataría una intensa búsqueda y su posterior detención por parte de la policía; y que lo mejor era tratar de juntarse en Mendoza con el coronel Fernando Elizondo.
Por la noche se ordenó la concentración de todas las unidades del Segundo Ejército en San Luis. La CGT mendocina proveyó camiones y combustible a las unidades presentes en la provincia, que todavía eran leales y que de otro modo habrían tardado una semana en organizarse.
En Curuzú Cuatiá, cerca de las 23:00, la desmoralización de los suboficiales en las unidades rebeldes llegó a un punto máximo: rodearon el casino de oficiales y los obligaron a abandonar la ciudad. Con eso llegaba a su fin la revolución en el litoral.En Río Santiago los rebeldes se replegaron a la isla entre las 18:00 y las 19:30, al tiempo que el regimiento 6 de Infantería se acercaba a la actual ciudad La Plata). Al día siguiente llegaría al lugar un regimiento de artilleros, los cuales fácilmente podría demoler la base y a sus ocupantes. El capitán Crexel se reunió con el almirante Cornes y festejaron con champán, por la noche se embarcaron. Hacía el Río de la Plata.
El mediodía del mismo 16, aparecía en escena la poderosa Flota de Mar de Isaac Rojas, en tanto en Córdoba la comandancia de Lonardi junta a diez aviadores de la Fuerza Aérea con sus máquinas Avro Lincoln. El domingo 18, Isaac Rojas había ordenado “el bloqueo de todos los puertos argentinos”, según el comunicado. El lunes 19 se bombardeó la destilería de Mar del Plata y luego se intimó al gobierno a rendirse bajo la amenaza de bombardear la destilería de La Plata y objetivos militares y civiles de la Capital Federal.

### 17 de septiembre
El 17 de septiembre fue un día nublado en la ciudad de Buenos Aires, la población salió a aprovisionarse de víveres y velas, pero ningún disturbio alteró el orden en las calles. Los espectáculos públicos y los partidos de fútbol habían sido suspendidos, y mucha gente se encontraba junto a la radio aguardando noticias. Las trajo esa tarde el vespertino La Razón: Curuzú Cuatiá y Río Santiago habían sido recuperados por tropas leales al gobierno constitucional, y los otros focos sublevados estaban próximos a caer.El grueso del Segundo Ejército que permaneció leal al gobierno constitucional cruzó el Río Desaguadero que separa las provincias de Mendoza y San Luis. El jefe, general Sosa Molina, se había trasladado a Anisacate, Córdoba, preparando la llegada de sus tropas para reprimir la sublevación. La marcha del ejército la dirigía el general Raviolo Audisio, y en San Luis lo esperaba Eugenio Arandía.
Llegados a la capital puntana, los oficiales de mayor rango se reunieron en el despacho del Comando. Allí permanecían detenidos los jefes leales a la Constitución Mario Raviolo y los coroneles Botto y Croce

En la costa Atlántica la artillería antiaérea del Ejército telefoneó a la Campo de Mayo para confirmar el apoyo a la República y sus autoridades constituidas, el personal de la unidad, constado de 120 hombres entre oficiales, suboficiales, conscriptos y aspirantes, comenzando a trasladar el personal y los medios materiales a Córdoba a sofocar a los grupos golpistas
Lucero mandó que las fuerzas de la Provincia de Buenos Aires que se dirigían a Córdoba se concentraran en Río Cuarto. En Río Santiago, tras el desalojo de los golpistas quedó en libertad el capitán de Navío Manuel Giménez Figueroa que había sido arrestado por no plegarse al golpe. Quedaban en la base, además de Giménez Figueroa, otros 19 oficiales de menor jerarquía, 176 suboficiales, y 400 hombres entre marineros y conscriptos. Unas 200 personas quedaban en la Escuela Naval.
Al aclarar, aviones de la Base Aeronaval Comandante Espora volvieron a bombardear la Guarnición de Ejército Bahía Blanca, que carecía de defensa antiaérea y pronto ofreció su rendición. Así se incautó una gran cantidad de fusiles y munición. García Favre, cumplido su cometido, volvió a despegar hacia Córdoba.
En esa ciudad, desde la noche, personas leales al gobierno ofrecían esporádica resistencia, tanto en grupos como de forma aislada. Grupos de civiles dirigidos por cadetes aeronáuticos tenían la función de asegurar el orden en la ciudad ocupada. La emisora radial, rebautizada Radio Nacional Belgrano estaba defendida por una ametralladora en el techo, que barría a 360 grados, y otras dos a los lados protegidas por nidos de zorro. Fue objeto de dos fallidos ataques.
En Anisacate al sur de Córdoba se encontraron el general Morello (con mando sobre las fuerzas en Alta Gracia), el general Sosa Molina (líder del II Ejército, sin saber que estaba sublevado), el coronel Trucco con su Regimiento de Artillería y el mayor Llamosas con las fuerzas de la Escuela de Infantería que habían escapado de la ciudad de Córdoba. Si bien el ministro Lucero había designado a Sosa como líder regional, después de esa reunión todo quedó a cargo de Morello.Según testimonios, Aramburu estuvo indeciso, ante la ausencia en el complot de grandes unidades militares, y era proclive a una postergación, el retirado Eduardo Lonardi, 59 años, decidió ponerse al frente del golpe, tras la toma de una emisora radial.
Radio Nacional emitió un comunicado:

Se advierte a la población que radioemisoras en poder de los focos revolucionarios (...) y radios extranjeras caracterizadas por la mala fe y sus burdos errores, propalan informaciones absolutamente erróneas. Se informa al pueblo de la República y a todas las Fuerzas Armadas que la marcha de las operaciones de las Fuerzas leales es absolutamente favorable.
Radio del Estado, sábado 17 de septiembre de 1955.

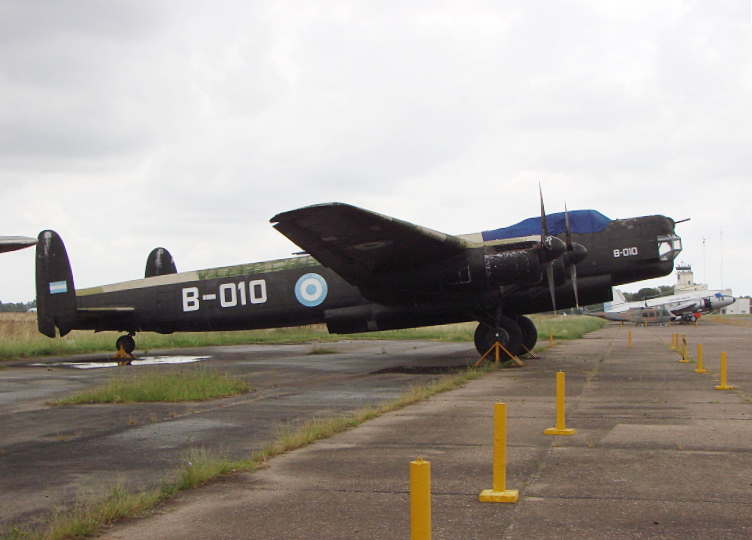
Bombardero Avro Lincoln.

El general Arandía mandó ocupar Villa Mercedes y la vecina localidad de Villa Reynolds, con su base aérea. Luego, el grueso del ejército retornó a Mendoza para ocupar esa provincia y poder abastecer a las unidades de más combustible y municiones. Antes de entrar a la ciudad hicieron llamar al general Lagos para ponerlo al frente de las tropas.[cita requerida] El los grupos ligados a Lonardi acondicionaron algunos Gloster Meteor existentes en la Fábrica de Aviones: (un Avro Lincoln llegado ese día de Morón partió hacia Villa Reynolds pero cayó por un desperfecto en el camino) como aviones de Aerolíneas Argentinas utilizados como transporte. Con respecto a los bombarderos, en la Escuela de Aviación no había repuestos ni bombas en cantidad, por lo que se trasladaron a la base Comandante Espora para recibir el material necesario.

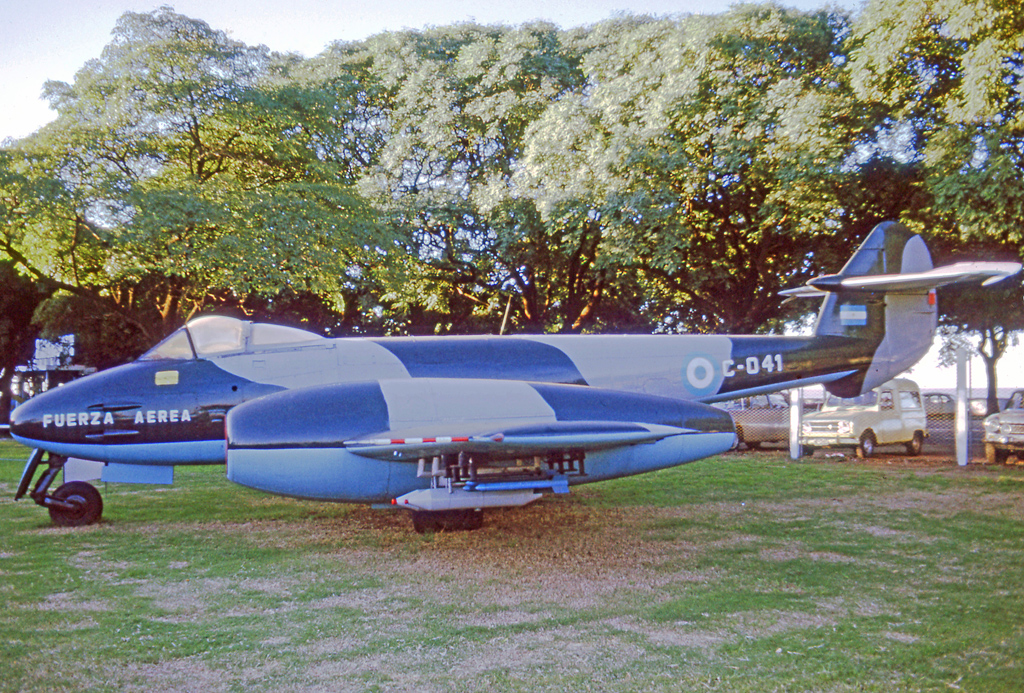
Caza Gloster Meteor.

Tres cazas Gloster Meteor de la Fuerza Aérea leal, piloteados por el mayor Daniel Pedro Aubone, el comandante Eduardo Catalá y el capitán Amauri Domínguez hicieron una pasada sobre el aeropuerto de Pajas Blancas, dejando fuera de servicio a los dos bombarderos Avro Lincoln que habían sido los primeros panqueques del 16. El éxito de la misión entusiasmó al ministro Lucero, quien ordenó para el día siguiente un segundo ataque aéreo contra el grupo sublevados Córdoba, esta vez con Avro Lincoln superando la contrariedad importante por la escasa cantidad de aviones que tenían, además en horas de la tarde llegó la noticia de que el II Ejército no marcharía directamente hacia Córdoba.
Esto era un gran problema, debido a que los rebeldes no tenían una agrupación completa: tan solo una unidad de artillería con oficiales y tropa. Los suboficiales estaban todos detenidos por la falta de confianza que les inspiraban. El aporte de los paracaidistas no alcanzaba para formar un regimiento y los comandos civile carecían de entrenamiento. El capitán García Favre voló a Mendoza pidiendo refuerzos de infantería. Lonardi evaluó la posibilidad de establecer un puente aéreo y trasladar la revolución a Mendoza, pero Krause se negó rotundamente:

Yo no estoy de acuerdo con evacuar. Nosotros dijimos que veníamos a vencer o morir; de manera que de acá no me muevo, ni voy a permitir que ninguno de los aviones que están bajo mis órdenes lo haga.
comodoro Julio César Krause, 17 de septiembre de 1955.

Al atardecer del 17, la mayor parte de la V división, comandada por el general Aquiles Moschini, llegó por tren a la localidad de Deán Funes, al norte de la provincia. La integraban cuatro regimientos de infantería (números 15, 17, 18, y 19), uno de artillería, uno de caballería y un batallón de comunicaciones. Al este en Río Primero se hallaba el 12.º Regimiento de Infantería bajo las órdenes del general Miguel Ángel Iñíguez. Y al sur, la IV división a cargo de Morello se sumaría a las fuerzas de Iñíguez y Moschini en un movimiento de «pinzas» para ahogar a Lonardi y Videla.

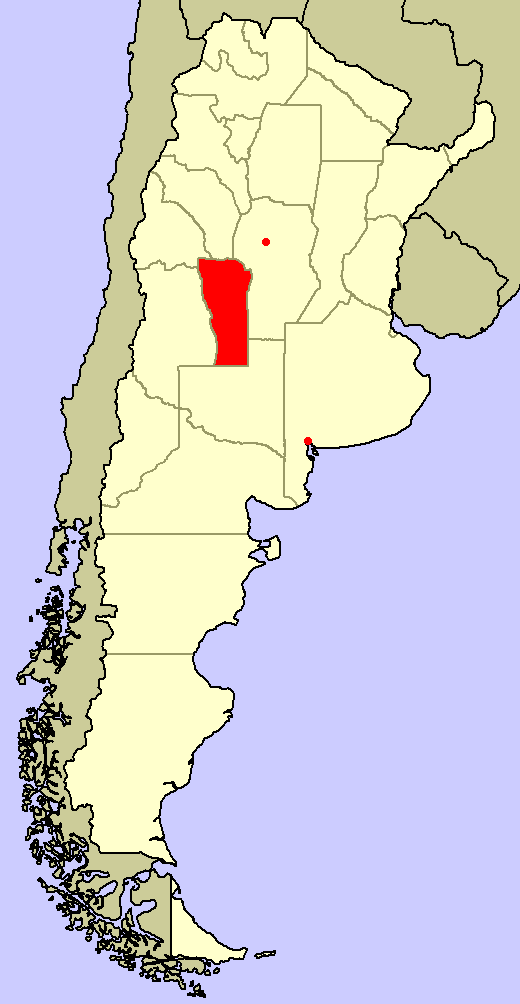
Situación al 17 de septiembre.

El Comando Sur ordenó la voladura de puentes en un radio de 100 km a la redonda y cerrar una compuerta del gasoducto para cortar la provisión de gas a Buenos Aires. Contra él se acercaban la 3.ª División de Caballería, el 2 regimiento de Artillería y el 3 de infantería. El Regimiento 3 de Infantería, de La Tablada, era el único del Gran Buenos Aires al que se ordenó alejarse de la ciudad. Partió en una columna de 47 km de largo hacia la zona de Bahía Blanca. Su jefe, coronel Carlos Quinteiro, recibía órdenes desde Buenos Aires del general Francisco Ímaz, Comandante de Operaciones del Ejército. El regimiento había dejado su armamento antiaéreo en Buenos Aires, porque se creía que en Comandante Espora no había espoletas (elementos que hacen detonar las bombas). Más tarde esta hipótesis resultó ser fatalmente falsa. Llegados a Tandil, Ímaz les encargó cambiar de rumbo y ocupar un arsenal de la marina en Azul. El regimiento de Azul, por su parte, ya había partido.
En la base Espora se recibieron dos Avro Lincoln y un grupo de Calquínes al mando del capitán Jorge Costa Peuser, que se pasaron al bando rebelde.
Un grupo de radioaficionados rionegrinos avisó que fuerzas leales al gobierno se dirigían a Viedma por tren: se trataba de la segunda agrupación del II Ejército, destacadas en San Martín de los Andes, Covunco, Zapala y otros lugares de Neuquén y Río Negro. En consecuencia, Perren mandó volar varios puentes sobre el Río Colorado.

### 18 de septiembre
El día 18 a las 9:17 Isaac Rojas rechazó un despacho del Ministerio de Marina que lo intimaba a rendirse. Isaac Rojas planeaba bombardear la destilería de YPF junto a Juan C. Basso, Néstor Gabrielli, Raimundo Palau y Agustín Lariño este último era el de mayor rango entre los conspirados.
A la medianoche del 16 de septiembre de 1955 la Base Naval Río Santiago fue tomada por la Marina. Y así comenzó "La batalla de Ensenada".
En ese momento estaba al frente de una pequeña flota: el destructor La Rioja, el patrullero Murature, los rastreadores Granville, Drummond y Robinson, el submarino Santiago del Estero, y el buque taller Ingeniero Gadda y lanchas torpederas. Poco tiempo después pudieron divisar a lo lejos los grandes cruceros La Argentina y 17 de Octubre, de la Flota de Mar, que había partido el día 16 desde Puerto Madryn en una situación poco clara. Lo que se sabía era la posición lealmente peronista de su comandante, el almirante Basso. Su composición era la siguiente: crucero 17 de Octubre (capitán de navío Fermín Eleta), crucero La Argentina (capitán de navío Adolfo Videla); destructores Buenos Aires (capitán de fragata Eladio Vásquez), Entre Ríos (capitán de fragata Aldo Abelardo Pantín), San Juan (capitán de fragata Benigno Varela) y San Luis (capitán de fragata Pedro Arhancet); fragatas Hércules (capitán de fragata Mario Pensotti), Sarandí (capitán de fragata Laertes Santucci) y Heroína (capitán de fragata César Goria); buque taller Ingeniero Iribas (capitán de fragata Jorge Mezzadra) y buque de salvamento Charrúa (capitán de corbeta Marco Bence).El golpe los efectivos sublevados contra el orden constitucional encontraron la resistencia —tanto activa como encubierta— de los suboficiales a cargo de los tanques de la fuerza inicial y les faltó el apoyo de unidades con las que pensaban contar que decidieron apoyar al gobierno, por lo que al cabo de medio díase rindieron a las fuerzas constitucionales encabezadas por el comandante en jefe del Ejército.
Ese día el general Carlos Wirth, jefe del Estado Mayor del Ejército, designó comandante del 12.º Regimiento y de la agrupación aérea liviana, y le ordenó marchar con esas tropas desde Santa Fe hacia la provincia de Córdoba para atacar a Lonardi.El avance debía realizarse en forma coordinada y simultánea con las demás fuerzas leales que también avanzaban sobre la provincia, al mando de los generales Alberto Morello desde el sur y Moschini por el norte. Las tropas al mando de Iñíguez debían liberar el camino de La Calera y el primer objetivo era Alta Córdoba. Sin embargo, al llegar a la estación del Ferrocarril General Belgrano  fue atacado con fuego de morteros y ametralladoras, así como ataques aéreos por parte de los sublevados, lo que obligó a los soldados a refugiarse en hoteles cercanos hasta que se activó la artillería antiaérea, pero Iñíguez consiguió mantener las posiciones. Un mensajero trajo la orden del general José Humberto Sosa Molina de sostener la posición y prepararse para atacar al día siguiente.La ciudad de Curuzú Cuatiá, en la provincia de Corrientes, fue uno de los escenarios de los levantamientos militares de la autodenominada Revolución Libertadora de septiembre de 1955. Sin embargo, a diferencia de lo ocurrido en otros espacios, allí el movimiento fracasó por la actitud vacilante de los jefes militares y por el enorme apoyo que el peronismo había construido en el Ejército, fundamentalmente entre los suboficiales. se organizaron columnas leales al gobierno constitucional en las ciudades de Mercedes, Paso de los Libres y Monte Caseros que avanzaron hacia Curuzú Cuatiá. En un primer momento, Aramburu decidió mandar fuerzas para enfrentarlos, pero luego, ante lo confusa de la situación y viendo que la mayoría del Ejército en la zona había abandonado el bando revolucionario, decidió rendirse y marcharse. La sublevación contra la república de Curuzú Cuatiá estuvo completamente vencida la noche del 16 de septiembre.
En la mañana del día 19, las tropas leales avanzaron para dar el golpe final al tiempo que el General Moschini tomó el aeropuerto de Pajas Blancas.
La primera comunicación recibida por la flota el día anterior, a las 08:22, informaba acerca del golpe y en la contestación se dejó clara la situación: era leal al gobierno constitucional.

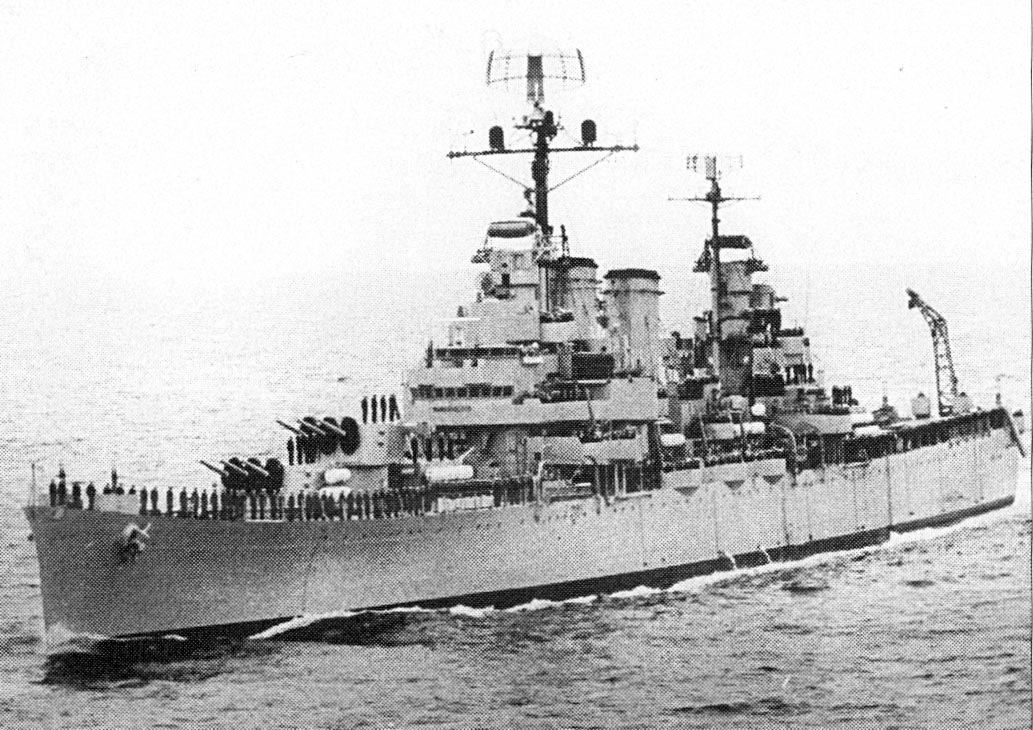
Crucero 17 de Octubre, luego rebautizado General Belgrano.

Al mediodía Lonardi proclamó a Córdoba como la capital provisional del país.La ciudad se hallaba dividida por líneas históricamente antagónicas de Córdoba, la «clerical» representada por la Iglesia Católica y los sectores conservadores y la «laica democrática» representada por los jóvenes estudiantes universitarios.Ese mismo día se rebela el plan secreto del almirante
El 16 de septiembre de 1955 una bomba lanzada por un avión del grupo golpista cayó en un barrio ubicado a metros de la refinería de Ensenada. Isaac Rojas deseaba bombardear el Puerto de La Plata. Cuyo canal, que divide en esa zona las localidades de Berisso y Ensenada, se hallaba la principal destilería de YPF en el país. Ambas localidades contaban con una amplia población de trabajadores de la militancia peronista.
Los dos cruceros de la flota fueron hacia el Río de la Plata a máxima velocidad (25 nudos). El resto de la flota, que no podía viajar tan rápido, pasaría por Puerto Belgrano para aprovisionarse dónde se reunió con La Argentina Murature.
Contemporáneamente en el Ministerio de Guerra ubicado a pocos metros de la Casa Rosada tenía informes de la posición de la flota, pero en Mar del Plata no se la había visto pasar. En el Comando se hallaban tres oficiales de la navales como oficiales de enlace: los capitanes de fragata Jorge Boffi, Enrique Green y Juan García. El resto del comando ignoraba que estos oficiales eran parte del complot y se habían puesto de acuerdo para suministrar informes falsos y sabotear las órdenes que se emitieran a través de ellos.
Ante la noticia de que una columna blindada viajaba a Puerto Belgrano vía Mar del Plata, el estado mayor de Isaac Rojas al crucero 9 de Julio y a los destructores que bombardearan los depósitos de petróleo de Mar del Plata, previo aviso a la población. en Mendoza
En Mendoza el aeropuerto del Plumerillo fue tomado por Fonseca para que se hiciera cargo del gobierno de esa provincia. Al mediodía Lagos recibió a García Favre que traía un desesperado pedido de refuerzos.
El regimiento 3 de infantería motorizada llegó a General La Madrid hacia el mediodía y el teniente coronel Arrechea recibió la orden de abandonar sus vehículos y proseguir en tren. Arrechea pensó que esa orden era inaceptable, ya que después de bajarse del tren, el regimiento ya no estaría motorizado; entonces resolvió establecer una comunicación telefónica entre el general Imaz y el jefe del regimiento, coronel Carlos Quinteiro, quien se negó a cumplir la orden.
Por el gran tamaño de esa columna adversaria, en la Base Espora se decidió hostigarla durante el resto del día. El teniente coronel Arrechea rememora:

Fuimos tremendamente atacados (...) nos hicieron pasar las mil y una los NA, enloqueciéndonos como mosquitos, volando sus pilotos con gran valor a 5 m del suelo. (...) Ahí perdimos mucho material, cerca del 50% del material rodante.
César Camilo Arrechea.

A pesar de los bombardeos, esa noche las fuerzas leales al gobierno habían rodeado la zona aledaña a Bahía Blanca. El capitán de navío Arturo Rial barajó la opción de zarpar hacia Río Gallegos, previendo una guerra civil prolongada donde los rebeldes podían ocupar la Patagonia y sus fuentes energéticas. A la tarde, Rial y Lonardi se comunicaron por radio y resolvieron que cada uno resistiría sin rendirse.
En Córdoba a primera hora de la mañana Lonardi organizó la defensa de su posición en tres grupos: el primero en la Escuela de Aviación Militar y la Fábrica Militar de Aviones; el segundo en la Escuela de Suboficiales de Aeronáutica, defendiendo su valiosa pista; y el tercer grupo, más pequeño, estaría detrás de los otros dos, mirando hacia la Ciudad de Córdoba. Allí el general Videla Balaguer contaba con dos piezas de artillería prestadas por un suboficial retirado, una pequeña compañía de paracaidistas, un grupo de cadetes y aspirantes de la Fuerza Aérea, y unos nutridos grupos de civiles con poca o nula instrucción militar.
Ante la inminencia de un asalto crucial por parte de fuerzas leales muy superiores, Lonardi mandó celebrar «una gran misa de campaña, con confesión general y comunión» en la plaza de armas de la Escuela de Aviación, Las tropas leales al gobierno constitucional llegarían alrededor del mediodía 
El grupo de 500 hombres liderados por Avro Lincolns cuya misión era bombardear las pistas de aterrizaje que habían utilizado los golpistas. la presencia de los Gloster Meteor sorprendió a los bombarderos, finalmente los bombarderos se retiraron tras una intimación.
La brigada del general Iñíguez llegó a Córdoba por el oeste desde Río Primero.Tras él venían el teniente coronel Podestá y el general Sosa Molina. Desde Anisacate avanzaba el general Alberto Morello. En cambio, la V División había llegado a Deán Funes en tren, pero no conseguía la cantidad necesaria de vehículos para seguir avanzando. Además se les había dado la orden de no entrar a la localidad de Jesús María pues se creía que el liceo militar local se había sublevado y en ese caso la mayor parte de los defensores habrían sido alumnos menores de edad. Esta suposición se comprobó falsa, y a las 20:30 las tropas emprendieron el avance hacia el centro provincial, en su camino 3 tenientes cercanos a Leonardo desertaron y se sumaron a las fuerzas constitucionales.
El General Iñíguez llegó por el oeste avanzando hacia Alta Córdoba. Esporádicamente francotiradores civiles abrían fuego sobre ellos. En la estación de ferrocarril una acción de los comandos los forzó a abandonar sus vehículos:

El tiroteo era esporádico: de a ratos nutrido, después espaciado. Nosotros seguimos avanzando en plena lucha, cuerpo a tierra y de a saltos hasta entrar en la estación, donde había una gran playa de vagones. En cierto momento el ataque de los guerrilleros recrudeció y nos obligó a dar frente hacia el oeste.
Miguel Ángel Iñíguez.

A las 9:30 la estación quedó en manos del Ejército Argentino, mientras que un comando sublevado tomo los hoteles Savoy y Castelar que estaban enfrente, y en unas azoteas vecinas. Un intenso tiroteo cruzaba la calle hasta que un avión de ataque Calquín (matrícula A-70) dejó caer cuatro bombas de napalm sobre un tren, creyendo su piloto que este estaba repleto de soldados leales al gobierno. Tres de ellas impactaron sobre vagones vacíos, levantando una gran bola de fuego y la otra atravesó el techo y se clavó en un andén, sin explotar. Iñíguez resolvió mantenerse en su posición mientras esperaba al resto de sus tropas que iban llegando a la ciudad. A las 15:30 se reanudó el combate, y las tropas leales ya contaban con morteros y ametralladoras.
En Capital Federal la ocupación de la estación de Alta Córdoba se publicitó como la ocupación de toda la ciudad, quedando pendiente una «operación de limpieza en las sierras y montes».

Anuncia el Comando de Represión que las operaciones de limpieza en Córdoba insumirán el día de la fecha y tal vez, inclusive, parte del de mañana; así lo determina la peculiaridad de la topografía de esa ciudad.
Radio Nacional, 18 de septiembre de 1955.

El general Arnoldo Sosa Molina –hermano del Comandante de operaciones José María Sosa Molina– fue enviado desde Buenos Aires ante el general Morello para llevar órdenes y recabar información sobre el estado de las fuerzas que se reunían en Alta Gracia. Esas tropas avanzaron sobre Córdoba hacia la Escuela de Aviación, pero el camino estaba ligeramente más elevado que la planicie circundante y toda la artillería rebelde les hizo fuego: tuvieron que retirarse. Esto no tuvo un impacto material tan grande como fue el impacto psicológico.
En tanto, en Alta Córdoba no había las tradicionales líneas, sino que los distintos pelotones estaban mal coordinados. Los avances o retrocesos solían ser repentinos y oscilantes.Lonardi ordenó a Videla Balaguer que se retirara del casco urbano de Córdoba para establecer un único foco pero Videla se negó por dos motivos: primero, que la caída de la ciudad tendría un impacto fulminante en la moral de la tropa; segundo, que él había tomado juramento a todos de luchar hasta el triunfo o morir sin retroceder. Durante la tarde Lonardi viendo el fracaso de la sublevación en la Ciudad de Córdoba, último foco que quedaba en manos de las tropas golpistas
emitió un radiograma a Isaac Rojas: «Córdoba pide acción efectiva urgente sobre Buenos Aires».

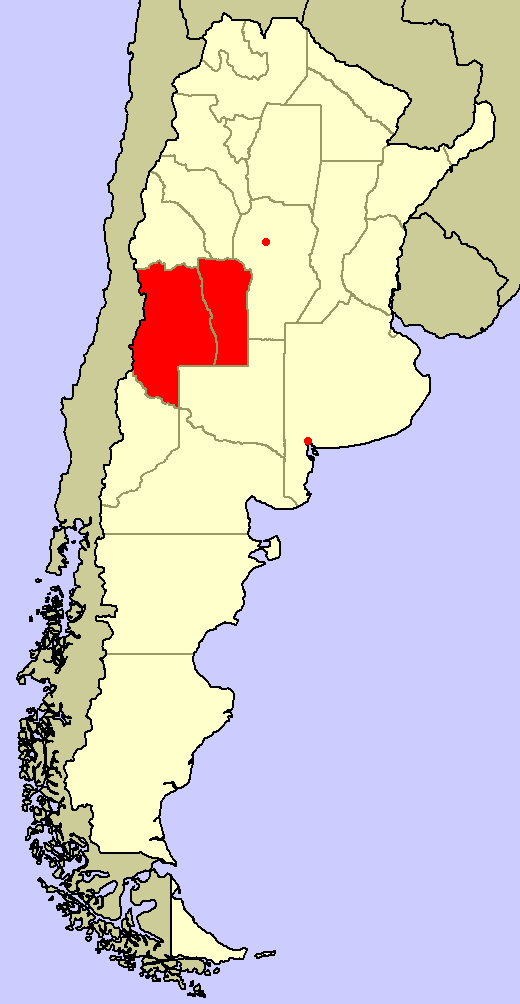
Situación al 18 de septiembre.

Al anochecer hubo una pausa en la lucha. Iñíguez recibió de Morello la orden de tomar el Cabildo, pero no la cumplió para evitar una lucha callejera a oscuras. Sosa Molina luego aprobó el comportamiento de Iñíguez. Morello retrocedió a Alta Gracia porque previó, acertadamente, que durante la noche la artillería rebelde atacaría su posición con fuego de aniquilamiento. Por la noche comenzarían a formarse focos civiles obreros armados con palos, machetes y piedras en el oeste de la ciudad y en los Barrio Kronfuss y el Barrio Pueblo San Vicente con el objetivo de combatir a los sublevados, sin embargo el gobernador telefoneó a la policía local pidiendo mantener a los civiles alejados del centro de la ciudad donde se desarrollaban los acontecimientos creyendo que los sublevados estaban próximos a rendirse.
En Alta Gracia el gobernador constitucional, Raúl Luchini, había reunido más de 100 policías con los que pretendía entrar a la ciudad cuando ésta fuera recuperada por las tropas leales.Durante el día el gobierno había despachado por ferrocarril varios tanques hacia Río Cuarto y Villa María; y la Tercera Compañía de Infantería, de la Escuela de Suboficiales de Campo de Mayo, aterrizaría al día siguiente en Las Higueras. La orden era que todas las tropas leales atacaran a Lonardi el 19 al amanecer.
Por la noche las noticias parecían favorables al gobierno, a medida que se reestablecían las distintas comunicaciones con el interior diferentes unidades del Ejército se declararon leales al gobierno entre ellas en la Base Córdoba III Cuerpo y IV Brigada; Villa Martelli el Comando de la V Brigada de Salta, Compañía Inteligencia V; Batallón de Ingeniero V, Regimiento de Ingeniería V; y la Compañía de Comunicaciones.
En Cuyo se declararon leales la Base de Apoyo Logístico de Mendoza: Comando de Brigada de Montaña 8; Compañía de Comunicaciones de Montaña 8; Compañía de Inteligencia 8; BAL Mendoza, Hospital Militar Mendoza, y Liceo Militar Gral. Espejo. En la Armada las bases Río Grande y Ushuaia, permanecieron leales al gobierno. Mientras que la Fuerza Aérea de la Base Aérea Río Gallegos no reportaba incidente s.
En Mendoza el recibimiento popular que tuvo el ejército contrasto con la mansa actitud del gobernador Carlos Horacio Evans.
La posición de Lagos se consolidó cuando se incautaron potentes piezas de artillería compradas a EE. UU. por el gobierno de Chile que se encontraban en un vagón en tránsito hacia la vecina república. El 19 se reúne con García Favre proponiéndole un gobierno revolucionario provisional, generando así una «complicación internacional seria» para el presidente Perón. De esta manera Lagos podía colaborar con Lonardi aún sin enviar tropas.
A fines de agosto de 1955 el diputado denunció ante la Cámara de Diputados que una flota británica se encontraba en aguas territoriales argentinas y pidió que se investigara el hecho. El origen de la denuncia había sido un informe que fuera remitido al comandante en jefe de la Flota de Mar que había captado ecos de radar que indicaban su seguimiento por otras embarcaciones y además el aviador naval Alcides Corvera había grabado trasmisiones por radio en inglés; las autoridades navales restaron importancia al informe

### 19 de septiembre
A las 06:10 del 19 de septiembre sonó el zafarrancho de combate en el crucero 9 de Julio. A las 7:14 comenzó el cañoneo contra los tanques de combustible marplatenses, finalizando el ataque a las 7:23. 63 de los 68 proyectiles disparados cayeron dentro de la zona del blanco: un rectángulo de 200 metros por 75 propiedad de YPF. Los otros cinco lo hicieron a no más de 200 metros de esa zona. No hubo víctimas civiles gracias a que los tanques se hallan a cierta distancia de la zona habitada. Luego se bombardearon dependencias del Ejército y de la Armada, mayormente abandonadas por sus ocupantes.
Paralelamente el crucero 17 de Octubre se aproximaba a La Plata para atacar la destilería de Dock Sud. El domingo 18, Isaac Rojas trasladó su comando al crucero 17 de Octubre y ya había ordenado “el bloqueo de todos los puertos argentinos”, según el comunicado. El lunes 19 se bombardeó la destilería de Mar del Plata y luego se intimó al gobierno constitucional a rendirse bajo la amenaza de bombardear la destilería de La Plata y objetivos militares y civiles de la Capital Federal.Perón esperaba dominar la situación en pocas horas, a lo sumo un par de días, el general Raúl Tassi rememora la situación del 19 de septiembre:

En un momento dado yo me encontré en el subsuelo del Ministerio (...) cuando apareció allí el general Perón. (...) Lo ví sumamente nervioso, siendo evidente su depresión al tomar conocimiento de la sublevación de la Agrupación de Montaña Cuyo. (...) Estaba más que nervioso: estaba con miedo... En ese momento se desarmó.
general Raúl Tassi.

El mayor Ignacio Cialcetta, su edecán y pariente, recuerda:

Perón no se metió en nada, dejó todo en manos de Lucero. Estaba un poquito abandonado, aunque no aplastado: no perdió la línea. Durante unos días estuvimos escondidos en una casa de la calle Teodoro García (...) me mostró unos cuadros, tomamos vino. Me dijo estar desilusionado de los hombres, de sus colaboradores, desde hacía tiempo.
Ignacio Cialcetta.

En el Comando de Represión se resolvió convocar a los soldados reservistas de las clases 31, 32 y 33, estimando el refuerzo en unos 18.000 hombres, pero el decreto quedó sin ejecutarse tras la evacuación del Ministerio de Guerra, impulsada por el acercamiento de la Flota a Buenos Aires.
Al amanecer del 19 numerosas unidades leales se hallaban dentro de un radio de 100 km del Comando Revolucionario Sur: unos 6.000 o 7.000 hombres con artillería y tanques pero sin apoyo aéreo, contra unos 1.000 infantes de marina, 500 aprendices de la Escuela de Mecánica, 1.000 conscriptos, algo de artillería antiaérea y unos 65 aviones.
Esa madrugada los jefes del regimiento 3 de infantería, Quinteiro y Arrechea, se toparon en Sierra de la Ventana con el regimiento 1 de caballería, que se retiraba de la zona de operaciones por la superioridad aérea de los marinos, la destrucción de los caminos y la dificultad de acercarse al objetivo por esa ruta. El regimiento 3 finalmente se reunió con el general Molinuevo, de la III División de caballería. Solo habían llegado el Regimiento 3 y el 2 de artillería comandado por el coronel Martín Garro. Desconocían la situación general del país porque las líneas telefónicas estaban cortadas y no tenían contacto con Buenos Aires; pero aún con las escasas fuerzas concentradas, decidieron atacar Puerto Belgrano.
En Córdoba se habían detenido los combates durante la noche: a las siete de la mañana Moschini avanzó sobre Pajas Blancas y el general Iñíguez reanudó la lucha en la estación de Alta Córdoba. El aeropuerto fue ocupado a las 9:30, y luego el general Moschini se dirigió a la Escuela de Aviación Militar dirigido por Lonardi
Desde Alta Gracia el general Alberto Morello no avanzaba debido al hostigamiento aéreo y el cañoneo de artillería que había recibido el día anterior, y esperaba una oportunidad para avanzar con cautela.
La lucha callejera continuó toda la mañana: las tropas leales presionaban en su avance tratando de encontrar un punto para cruzar el río Primero y llegar al centro de la Ciudad de Córdoba. Al mediodía llegó la primera brigada del regimiento 11 de infantería, que se sumó al 12.º Regimiento 12 dirigido por Iñíguez. El plan era bombardear el puente Centenario y efectuar algunos disparos con el 12.º Regimiento, mientras el 11 daba la vuelta y cruzaba el río por el Abasto. Mientras tanto, en Río Cuarto se concentraban fuerzas llegadas en tren desde Buenos Aires. Según Del Carril, «esas fuerzas podían optar por pulverizar primero a Lonardi y después a Lagos, en etapas sucesivas, o podían dividirse en dos sectores, y pulverizar a Lonardi y a Lagos simultáneamente, esto a su entera elección, tal era la superioridad de sus elementos bélicos». Terminada la revolución los cañones seguían guardados y los tanques traídos de Buenos Aires nunca habían sido desembarcados de los trenes.
En la base Comandante Espora varios aviones decolaron al amanecer para explorar la zona. Esperaban hallar al enemigo a 30 o 50 kilómetros, previendo que hubiesen avanzado durante la noche. En cambio, descubrieron que casi ninguna unidad había avanzado, y ante el menor hostigamiento los soldados abandonaban los vehículos y huían sin oponer resistencia. Patrullas civiles informaron que la moral de las tropas era extremadamente baja.[cita requerida] Cabe recordar que su armamento antiaéreo había quedado en Buenos Aires, porque al inicio de la operación se creía que los rebeldes no tendrían espoletas para detonar sus bombas. La Agrupación de Montaña Neuquén había recibido un tren con provisiones y ocho vagones cisterna con combustible, que fueron bombardeados y destruidos esa mañana.
En Neuquén el capitán Lino Montiel Forzano reunió a un oficial y dos suboficiales de su confianza y logró sublevar al personal del Taller de Mantenimiento de la Agrupación de Montaña. Montiel Forzano organizó varios pelotones de civiles, ocupó una emisora radial, y obtuvo el apoyo de la policía neuquina y del aeródromo local.
A las tres y media de la tarde, 200 soldados partieron de Mendoza en aviones de Aerolíneas Argentinas con destino a Córdoba. Las tropas frescas de infantería eran un refuerzo apreciado.
En paralelo participaban el brigadier Guillermo Zinny, el brigadier mayor Samuel Guaycochea y el capitán de navío Vicente Baroja, quienes habían intentado años en intento de derrocar a Juan Domingo Perón y habían sido condenados a 15 años de prisión en tanto otros oficiales lo fueron a penas de hasta seis años de cárcel.

#### Renuncia de Perón
Desde un punto de vista formal, los momentos en que Juan Domingo Perón. En Buenos Aires, Perón entró al Ministerio de Guerra antes de las seis de la mañana, se reunió con el ministro Lucero y el gobernador de la Provincia de Buenos Aires, Carlos Aloé, y les informó que estaba dispuesto a renunciar antes de que la Flota bombardeara la Ciudad de Buenos Aires. Tenía una especial preocupación por la destilería de YPF en La Plata, cuya expansión en capacidad fue uno de los puntos destacados de su presidencia. Pocas horas después Perón le entregó a Lucero una nota manuscrita:

Al Ejército y al Pueblo de la Nación: (…) Hace varios días que intenté alejarme del gobierno si ello era una solución para los actuales problemas políticos. Las circunstancias públicas conocidas me lo impidieron (…) Pienso que es menester una intervención desapasionada y ecuánime para encarar el problema y resolverlo. No creo que exista en el país un hombre con suficiente predicamento para lograrlo, lo que me impulsa a pensar en que lo realice una institución que ha sido, es y será una garantía de honradez y patriotismo: el Ejército. El Ejército puede hacerse cargo de la situación, del orden, del gobierno. (…) Si mi espíritu de luchador me impulsa a la pelea, mi patriotismo y mi amor al pueblo me inducen a todo renunciamiento personal. (...)
Juan Domingo Perón, 19 de septiembre de 1955, por la mañana.

Al mediodía, Perón escribió una confusa carta dirigida al general Franklin Lucero, comandante en jefe de las Fuerzas Armadas y leal al gobierno constitucional dónde expresaba:

Hace algunos días… decidí ceder el poder… Ahora mi decisión es irrevocable… Decisiones análogas del vicepresidente y de los diputados… El Poder del Gobierno pasa por ello automáticamente a las manos del Ejército.
Juan D. Perón. Carta al general Franklin Lucero.

A las 12:52 la Radio del Estado emitió un comunicado en el que se invitaba a los jefes rebeldes a comenzar una tregua y acudir al Ministerio de Guerra para parlamentar. Más tarde Lucero leyó la carta del renunciamiento de Perón, expresó también su propia renuncia al ministerio, y anunció la creación de una Junta Militar para hacerse cargo del gobierno.[cita requerida] En Córdoba el Comandante José María Sosa Molina se entera por la radio:

Al mediodía se me cae el mundo abajo: con la batalla casi ganada, me informaban mis comandantes que habían escuchado por radio la orden de cesar el fuego... No lo podía creer. Teníamos todo en nuestras manos y había que deternerse en las posiciones ganadas. Luego escuché yo también por radio el texto de la renuncia de Perón, y también la de Lucero.
José María Sosa Molina.

El general Iñíguez decidió sacar a sus tropas de la ciudad porque dudaba que todos los civiles fueran a obedecer el alto al fuego, y él no podía contestar.
Ante la propuesta del gobierno, Rojas y Uranga invitaron a un parlamento a bordo del 17 de Octubre, mientras que Lonardi exigió como condición que Perón formalice su renuncia de la forma que manda la ley.
Desde el mediodía la Radio del Estado anunciaba el «renunciamiento» de Perón. Durante el día distintas unidades de las Fuerzas Armadas fueron declarándose revolucionarias en la provincia de Buenos Aires: la Escuela de Suboficiales, cuyas dos columnas de combate estaban acercándose a Azul, la base aérea Tandil, dirigida por el comodoro Guillermo Espinosa Viale, y el Batallón de Zapadores Motorizado N.º 1 con asiento en San Nicolás de los Arroyos. Se produjo una reacción en cadena: muchas unidades con oficialidad netamente antiperonista se rebelaron, y las de oficialidad leal o apolítica dejaron de combatir.
En Río Colorado las tropas de la Agrupación de Montaña Neuquén fueron intimadas a rendirse o sufrir un nuevo bombardeo: su jefe, el general Boucherie, se trasladó a la base Espora para entrevistarse con Rial y cumplir las formalidades. Allí explicó cómo habían sido los movimientos de su tropa, y describió el espanto que le causaban los bombardeados.
También llegó a la base Espora el coronel Barrates, jefe del Estado Mayor de la III División de Caballería, que estaba en Tornquist. Anunció la rendición del general Molinuevo: todas las tropas a su mando abandonaron la lucha, salvo el regimiento 3 de infantería y los blindados. El Regimiento 1 de Caballería, refugiado en una estancia cercana a Tornquist, se plegó a la revolución.
A las 3:45 de la noche entre el 19 y el 20, Puerto Belgrano recibió un comunicado desde Corrientes, donde el golpe había fracasado, tras ello mantuvo una actitud prescindente. Los sectores más antiperonistas como el almirante Horacio Lynch propusieron abrir fuego contra los manifestantes peronistas que se acercaban al centro de la ciudad con palos, sin embargo se mantuvo pasivo, esperanzado que la manifestación se disolviera sola, y se negó a movilizar las tropas.
El general Giorello, jefe de la IV División de Caballería, anunció sorpresivamente que todas sus unidades pasaban a disposición del Comando Revolucionario.
Cerca del mediodía se realizó una importante reunión a la que asistieron: el ministro de Guerra (general Lucero), el comandante en jefe del Ejército (general Molina), el jefe del Estado Mayor (general Wirth), y el subjefe (general Imaz). Lucero informó la importante decisión de Perón y ordenó a Molina integrar la Junta Militar y a Imaz avisar a todas las unidades el cese del fuego.[cita requerida] A las 12:45 la Radio del Estado hizo pública esta noticia.
Pronto se presentaron en la sede del Comando en Jefe todos los generales de la guarnición Buenos Aires, junto al auditor general de las Fuerzas Armadas, Oscar R. Sacheri, que traía la carta firmada por el presidente y procedió a explicar su contenido: se instaba al Ejército a hacerse cargo de la situación, del orden, y del gobierno. Más de 30 generales estaban en la sala, y por unanimidad se resolvió aceptar la renuncia del presidente y designar una Junta Militar para gobernar el país con los tenientes generales, los generales de división, y el auditor general. Después se redactó una proclama que fue firmada por todos los integrantes de la junta: tenientes generales José Domingo Molina y Emilio Forcher, generales de división Carlos Wirth, Audelino Bergallo, Ángel J. Manni, Juan J Polero, Juan José Valle, Raúl Tanco, Carlos Alberto Levene, Oscar Uriondo, Ramón Herrera, Adolfo Botti, José A. Sánchez Toranzo, José León Solís, Guillermo Streicher, Héctor M. Torres Queirel, José C. Sampayo, doctor y general Oscar R. Sacheri.
Una comisión integrada por Wirth, Manni y Forcher, que tenía por objetivo la pacificación y cese de hostilidades, envió un mensaje a Rojas y Uranga solicitando su presencia en el Cabildo de Buenos Aires o en el Palacio de Justicia a partir de las 00:00 del día 20 para iniciar las gestiones de pacificación.
Durante la tarde, para ampliar la representatividad de la Junta, se convocó a los comandantes en jefe de la Fuerza Aérea y de la Armada, brigadier Juan Fabri y almirante Carlos Rivero de Olazábal.
La junta delineó los pasos a seguir: intervenir todos los gobiernos provinciales y los tres poderes del gobierno nacional, llamar a elecciones según la ley Sáenz Peña, cancelar la reforma constitucional, y conceder una amplia amnistía a todos los involucrados en los bandos revolucionarios, tanto militares como civiles.
A la noche del lunes 19 un grupo de generales habló Perón sobre la anunciada Junta Militar que se haría cargo del gobierno, a lo que el presidente contestó:

Ustedes están equivocados. Vuestra interpretación sólo puede haber sido el fruto del nerviosismo o de la preocupación: esa carta no ponía en tela de juicio mi calidad de Presidente. Continúo siendo el Jefe de Estado.
Juan Domingo Perón, 19 de septiembre de 1955, por la noche.

Las convocatorias y pedidos de informes que Perón realizara desde las 22:00 del lunes 19 de septiembre provocaron un rechazo casi unánime en los miembros de la Junta Militar. El general Manni explicaba:

El ánimo del cuadro de generales era de terminar con la lucha entre las fuerzas militares e impedir a toda costa una guerra civil. Por eso creo que tampoco los otros miembros de la junta hayan pensado en la reanudación de las operaciones, hipótesis que en ningún momento se planteó y que personalmente nunca consideré. El Ejército no lucharía para sostener a un gobierno en descrédito, no sería jamás sostén de una tiranía, ni tampoco provocaría una guerra civil. No está de más recordar que (…) toda la población conocía el contenido de los comunicados, reiteradamente transmitidos por radio, y que especialmente aquí en la Capital la gente salió a las calles festejando la caída del ex-mandatario; pero lo más importante fue que a estas horas todas las tropas de la represión bajaron las armas.
General Manni.

 una delegación de seis personas: Molina, Rivero de Olazábal, Fabri, Forcher, Bergallo y Polero. En la reunión, el expresidente intentó convencerlos de que en realidad no había renunciado, sino que en la carta de renunciamiento había querido mostrar su disponibilidad a renunciar en el futuro. Los miembros de la junta permanecieron firmes y la reunión terminó sin decisiones concluyentes.

### 20 de septiembre

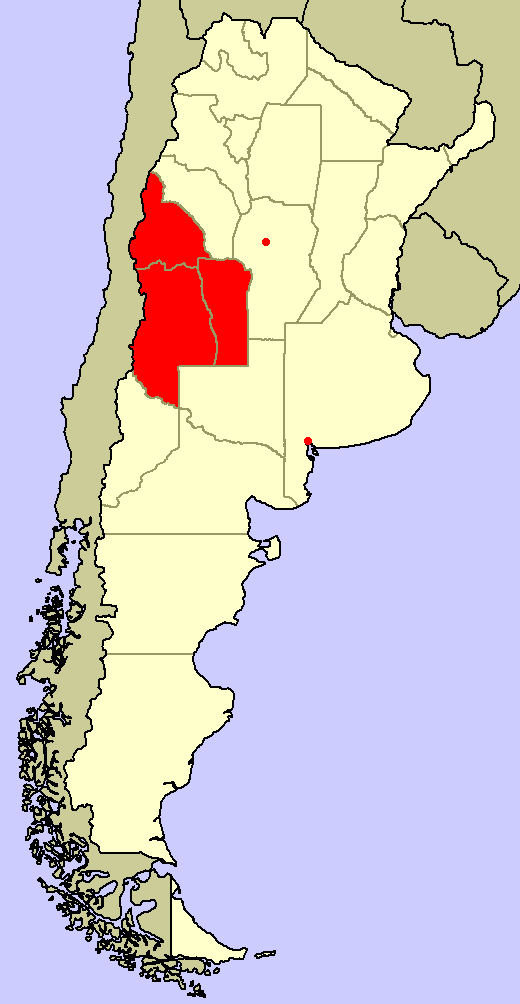
Situación al 20 de septiembre

En las primeras horas llegaba a menos de 50 km cinco embarcaciones de la fuerza aeronaval con 22 aviones, está fuerza al mando de Isaac Rojas dio la orden de si fuera necesario bombardearían los aeropuertos cercanos a Buenos Aires, la Casa de Gobierno y más de 100 objetivos.militares y civiles. mientras la columna terrestre de soldados leales avanzaba sobre la Capital Federal.Sáenz Quesada narra que en la Casa Radical entregaban armas cedidas por la Fuerza Aérea para combatir a las fuerzas constitucionales.El general Imaz irrumpió en la sala con un grupo de oficiales armados y emitió un discurso sobre la necesidad de evitar una guerra civil e impedir que el Ejército sea manipulado. Desde ese momento, la cúpula consiguió tranquilizar a muchos oficiales que hasta entonces se encontraban a riesgo de ser fusilados por sublevarse contra las autoridades constituidas: dado que la constitución no permite que un presidente entregue las instituciones republicanas en manos de una junta militar, entonces ya no había autoridades legítimamente constituidas, y por lo tanto ya no habían rebeldes y leales.
Antes, cerca de la medianoche, una columna armada de militantes de la Alianza Libertadora Nacionalista (ALN) se aprestaba a salir para atacar el Ministerio de Marina. Sin embargo, la sede de la agrupación fue rodeada por elementos de la gendarmería, la policía, y cadetes del Colegio Militar. Se dispararon gases lacrimógenos y los «aliancistas» debieron rendirse y salir desarmados. Pasadas las 02:30, el edificio fue demolido mediante disparos de un tanque.
La Junta procedió a aceptar la renuncia del ministro Franklin Lucero y a remover a la cúpula de la Dirección Nacional de Seguridad mediante el nombramiento de nuevos jefes de Policía, Prefectura y Gendarmería. También se convocó al Secretario General de la CGT, Hugo di Pietro, quien manifestó que eran inexactas las denuncias de huelgas revolucionarias o de la organización de milicias populares. Por último, el general Manni convocó al mayor Alfredo Renner, ayudante de Perón, que se hallaba en el despacho de Lucero, y le dijo:

Esto se acabó, Renner. Ya el general Lucero le habrá comunicado la desaparición de toda autoridad de gobierno. Dígale al general Perón que se vaya del país cuanto antes.
general Manni.

Perón entonces pidió asilo en la embajada paraguaya. Poco después, Lonardi emitió un bando con el nombre de «Decreto N.º 1» por el que se autodenominó «presidente provisional de la Nación», se solicitó el reconocimiento de los otros países y estableció la sede provisoria del gobierno en la Ciudad de Córdoba.
En cambio, en Córdoba, Mendoza y en el Río de la Plata los rebeldes tenían serias dudas acerca de las intenciones de Perón: habían recibido informes de que varios trenes con tanques y efectivos estaban llegando a Córdoba y a La Plata. Durante la madrugada Lonardi, en la Escuela de Aviación, recibió un inquietante mensaje desde la ciudad de Córdoba:

Unidades blindadas (confirmado) en Villa María en un convoy. Avisamos para que hagan lo que puedan. Aquí Cabildo necesita 1.000 bombas Molotoff porque se preparan para entrar en esta ciudad.
Pedro Juan Kuntz, Jefe Cuerpos Civiles de Seguridad.

A las 06:30, el general Lagos se embarcó en un avión hacia Córdoba, donde se entrevistó con el general Lonardi. Concluyeron que Lagos debía continuar la lucha, ya que la ciudad de Córdoba seguía rodeada y se daba por cierta la derrota en ese frente.
En Buenos Aires la fugaz Junta, dedicada a tareas de pacificación[cita requerida], recibió intimaciones de Rojas y Lonardi para que cesaran los movimientos de tropas. Pero en la capital de la república los grupos sublevados observaban los movimientos de la Confederación General del Trabajo, la Alianza Libertadora Nacionalista, y el Partido Peronista: en los locales de la ALN locales se repartían armas y había mucho movimiento de personas. Un mensaje enviado cerca del mediodía por Walter Viader resume la situación:

El gobierno envía fuerzas a Córdoba. Moral de sus tropas bajísima, deserciones en masa, carecen de nafta para sus unidades. Sabotaje en los ferrocarriles de Buenos Aires. Tropas de ocupación en parte sublevadas. La Junta Militar defiende posiciones personales. Se opone a los planes de la CGT pero no se puede confiar en ella. Continuaremos hasta el anuncio oficial de rendición incondicional.
Walter Viader, comando rebelde en Buenos Aires.

Río Cuarto vio concentrarse una gran cantidad de tropas gubernamentales; en cambio los rebeldes solo contaban con la presencia de un comando civil dirigido por Luis Torres Fotheringham. Cercana a la ciudad estaba la base aérea Las Higueras, y también el arsenal de Holmberg. La presencia de quince tanques y un nuevo contingente de infantes alarmó a los rebeldes, que planearon para el día siguiente un bombardeo de Las Higueras. El general Lagos, desconociendo los acontecimientos de la Junta en Buenos Aires, esbozó la posibilidad de retirarse de San Luis y hacerse fuerte solo en Mendoza.
Para sumar a la confusión, el Comandante en Jefe del Ejército, general José Domingo Molina, en un mensaje a Lonardi dijo "Informó que Junta Militar aceptó renuncia Señor Presidente (...) Todo movimiento de tropas suspendido."
La Junta Militar Peronista afirmaba haber «asumido el gobierno de la república», sin embargo Perón nunca había firmado una renuncia dirigida al Congreso: tan solo un indefinido renunciamiento dirigido a la Nación y al Ejército.[cita requerida] Ante el vacío de poder, Lonardi resolvió establecer un gobierno revolucionario, siendo él el presidente, con el capitán Rial como "Secretario General de Gobierno" y el comodoro Krause como "Secretario de Relaciones Exteriores".
El 20 de septiembre por la tarde varios delegados de la Junta de Gobierno, encabezados por el general Forcher, abordaron el crucero 17 de octubre para presentarse ante el almirante Rojas. En esa reunión se les informó las demandas de los revolucionarios, que incluían la rendición de todas las fuerzas gubernamentales y el acceso a la presidencia por parte del general Lonardi el día 22.
A la madrugada pudieron establecerse comunicaciones telefónicas entre el gobierno provincial revolucionario de Mendoza y los civiles rebeldes de Buenos Aires, el general Tassi y el doctor Alberto Tedín, para intercambiar noticias.

### Triunfo de las fuerzas golpistas
Al anochecer las tropas leales que habían entrado en la Provincia de Córdoba ya estaban retornando a Tucumán y Santiago del Estero. A la medianoche, los enlaces de Lonardi y Krause abordaron el ARA 17 de Octubre e intercambiaron noticias con Rojas. Durante la madrugada se produjo el desembarco de los primeros jefes revolucionarios en la Ciudad de Buenos Aires, que ocuparon el Ministerio de Guerra y las principales guarniciones del ejército en esa ciudad.
A las 6 de la mañana del 21 se bombardeó la pista de Las Higueras, tras lo cual las fuerzas leales en Río Cuarto se comunicaron con los rebeldes en Villa Reynolds para anunciar que los generales Prata, Falconnier y Cortínez estaban volviendo a Buenos Aires y los blindados no avanzarían contra Córdoba ni contra San Luis.
Pasadas las 9:30 del 21, la Radio del Estado anunció públicamente que la Junta de Gobierno había aceptado las condiciones de paz de los revolucionarios. A las 13:30 el Secretario General de la CGT se dirigió a los trabajadores pidiendo "mantener la más absoluta calma y continuar sus tareas, recibiendo únicamente directivas de esta central obrera. Cada trabajador en su puesto, por el camino de la armonía".
A las 17:30, Iñíguez entró en la ciudad de Córdoba para entrevistarse con los vencedores: fue recibido por Ossorio Arana, ya que Lonardi estaba en la casa de gobierno provincial instalando a Videla Balaguer como interventor provincial. Después de eso sus tropas comenzaron la marcha de regreso a la provincia de Santa Fe.

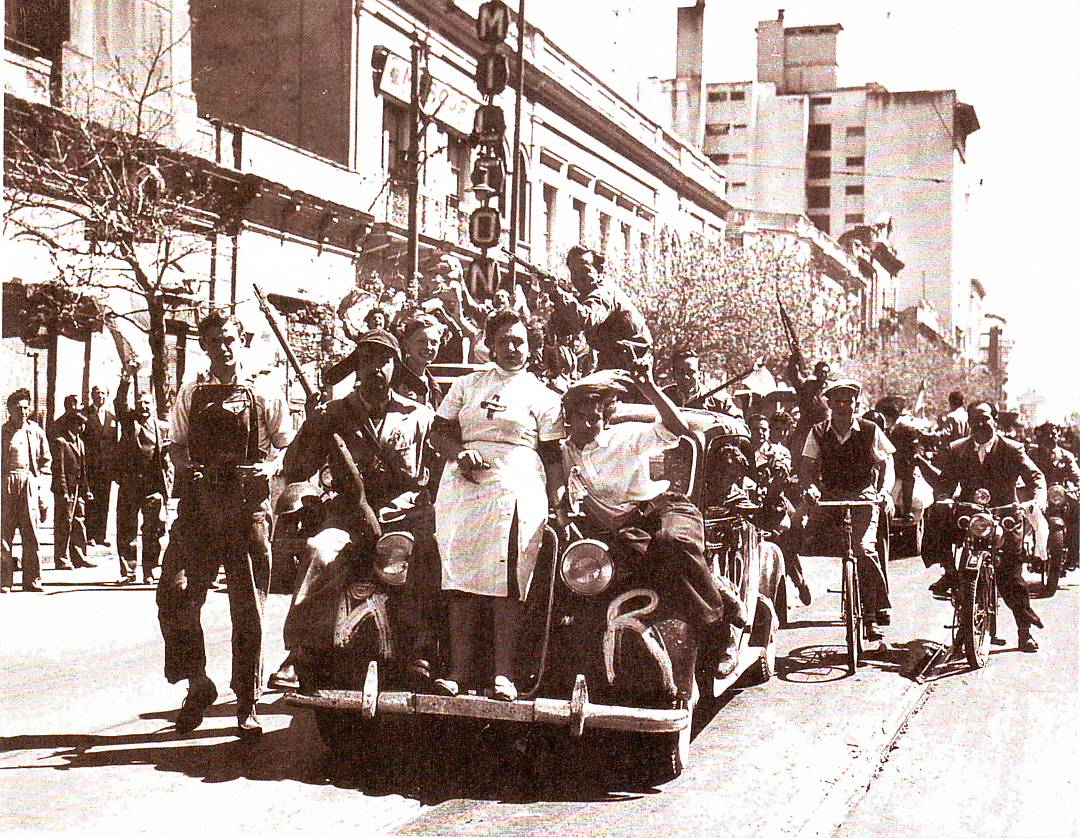
Festejos del bando revolucionario.

El día 22 se realizó el desfile de la victoria en Córdoba por la avenida Vélez Sarsfield: al frente de la comitiva estaban el coronel Arturo Ossorio Arana, el comodoro Cesáreo Domínguez, y el teniente de navío Raúl Ziegler.
El mismo 22 de septiembre, Uruguay reconoció a Lonardi como presidente de Argentina en tanto que éste disolvió el Congreso Nacional y nombró interventores en varias provincias. Ese mismo día el general Aramburu y un colaborador del general Lagos se reunieron a evaluar el escenario, y concluyeron que el ala liberal se encontraba en problemas e iba a ser excluida del gobierno que se estaba organizando.
Se acordó que Lonardi volara a Buenos Aires durante las primeras horas del 23, para dar tiempo al arribo de otras figuras revolucionarias del resto del país, especialmente tras la liberación de varios oficiales del ejército que estaban recluidos en Río Gallegos desde el pronunciamiento de 1951, entre ellos Alejandro Agustín Lanusse y Agustín Pío de Elía.
El 23 de septiembre el general Lonardi y el almirante Rojas llegaron a Buenos Aires. Ese mismo día el primero prestó juramento como «Presidente Provisional», y un día después designó al almirante Isaac Rojas con el título de «Vicepresidente Provisional». La portada del diario Clarín de ese día convocaba a la población a hacerse presente en la Plaza de Mayo con el siguiente titular: «Cita de honor con la libertad. También para la República la noche ha quedado atrás».
La asunción de Lonardi fue acompañada por una gran multitud reunida en la Plaza de Mayo. Algunas consignas de los manifestantes fueron: «Argentinos sí, nazis no»; «San Martín sí, Rosas no», «YPF sí, California no», «No venimos por decreto, ni nos pagan el boleto». El 25 de septiembre reconocieron al gobierno militar los gobiernos de Estados Unidos y Reino Unido, este último luego de prestar importante apoyo a los insurrectos.

## Víctimas
Un relevamiento de la prensa de la época en todo el país permitió verificar que, los mayores enfrentamientos se produjeron en Córdoba, donde hubo al menos 112 muertos. Allí, Lonardi, atacó a la de Infantería, cuyos mandos no quisieron plegarse al golpe y habían decidido defender el gobierno constitucional; la Iglesia hizo de nexo entre Lonardi y los comandos civiles que apoyaron sus acciones, y también el accionar de la Aeronáutica leal produjo bajas.
Consumado el golpe se identificaron 156 muertos producto de los enfrentamientos entre fuerzas defensoras de la legalidad y golpistas y de la represión a las protestas. Ese número fue confirmado a través de actas de defunción, registro y archivos de Fuerzas Armadas pero podría ser mayor, ya que la investigación sigue en curso y no fue posible acceder a archivos policiales. Otros fueron destruidos tras el golpe. En Rosario existen testimonios e información periodística sobre decenas de víctimas de la represión militar. De esas 156 víctimas se verificaron 107 en Córdoba, capital y provincia; 28 en Buenos Aires, capital y provincia; 16 en Ensenada, y 5 en Santa Fe, de las cuales 4 en Rosario y una en Reconquista. Las dificultades fueron aun mayores en Córdoba. El primer muerto fue un suboficial de la Policía Federal asesinado en la madrugada del 16 por un grupo de civiles ligados al radicalismo en el barrio de Belgrano, según consta en el acta de defunción fue asesinado por un comando civil que entre otros integraba Mariano Grondona. En Córdoba, la mayor cantidad de muertos se produjo en el ataque del ejército golpista a la Jefatura de Policía legalista. En el Río de La Plata, 6 de los muertos fueron producto del bombardeo de la Armada al barrio Campamento de Ensenada, dos soldados del Regimiento 7 de La Plata legalista, dos policías de la provincia de Buenos Aires que enfrentaron a los marinos junto con los vecinos, un dirigente ferroviario que se quedó a atender a los soldados y otro vecino que murió horas después.
La dictadura instalada por medio del golpe no dio a conocer la cantidad ni la identidad de las personas muertas. En 2017, el Archivo Nacional de la Memoria concluyó una investigación sobre la cantidad de personas muertas en el golpe, documentando al menos 156 víctimas fatales. Los investigadores consideran que el número final probablemente sea mayor, dado que no pudieron acceder a los archivos policiales.